# Maison impériale du Japon
La maison impériale ou famille impériale (皇室, Kōshitsu) du Japon, aussi nommée lignée Yamato[réf. souhaitée], comprend les membres de la famille étendue de l’empereur du Japon qui conservent des obligations officielles, et dont les biens appartiennent au trône du chrysanthème et sont donc gérés par l’Agence de la maison impériale.
Il s’agit de la plus ancienne dynastie régnante au monde puisque selon la tradition japonaise, elle remonte au fondateur mythique du Japon, l’empereur Jinmu, qui aurait régné de -660 à -585. Quoi qu’il en soit, tous les empereurs historiquement reconnus du Japon, depuis l’empereur Ōjin qui a occupé le trône vraisemblablement à la fin du IIIe siècle, sont issus de cette lignée.

## Définition juridique
À la suite de la capitulation japonaise en 1945, les Américains, qui occupaient le Japon, ont voulu considérablement limiter le poids de l'aristocratie japonaise, limitant la famille impériale au strict minimum et supprimant tous les autres titres nobiliaires.
C'est ainsi que la loi de la maison impériale promulguée le 16 janvier 1947 limite celle-ci tout d'abord à l'unique descendance de l'empereur Taishō, expulsant de fait toutes les branches cadettes ayant une ascendance impériale antérieure. De plus, seuls les fils de membres de la famille impériale, ainsi que leurs épouses, en font partie à vie puisque les filles, titrées princesses à leur naissance, perdent toute appartenance à la maison régnante dès lors qu'elles se sont mariées, sauf si leur époux est membre de la famille impériale. Ainsi, l'ordre de succession au trône est uniquement limité aux descendants masculins de l'empereur Taishō.

## Titulature et style des membres de la famille impériale
Les membres de la famille impériale ont tous une titulature spécifique en fonction de leur degré d'éloignement des empereurs.

### L'empereur et l'impératrice du Japon

Étendard de l'empereur

Étendard de l'impératrice

L'empereur (天皇, Tennō, littéralement « empereur céleste ») et son épouse l'impératrice (皇后, Kōgō, littéralement « souveraine de l'empereur ») sont les deux seuls membres, avec les impératrices douairières, de la famille impériale à être désignés par le terme Sa Majesté (陛下, Heika, littéralement « Au pied des marches du trône »), et leur titulature complète est donc, respectivement : 
- Sa Majesté l'empereur (天皇陛下, Tennō Heika?) et
- Sa Majesté l'impératrice (皇后陛下, Kōgō Heika?)[2].

Aucun nom n'est généralement attaché à ces titres, sauf quelquefois l'impératrice qui peut voir son prénom ajouté (par exemple Sa Majesté l'impératrice Michiko), alors que ce n'est jamais le cas pour l'empereur. Celui-ci ne reçoit son nom d'empereur (帝号, Teigō), qui reprend l'appellation de l'ère (時代, Jidai) correspondant à son règne, qu'après sa mort : suivi des kanji 天皇 (Tennō), il forme alors le titre posthume traditionnel (漢風の諡号, Kanfu-no-shigō). C'est ainsi que l'ancien empereur Hirohito une fois mort a pris le nom d'empereur Shōwa (昭和天皇, Shōwa Tennō).

### Les veuves des empereurs précédents
Les veuves des empereurs précédents, et donc anciennes impératrices consorts, font toujours partie de la famille impériale et y occupent même une place importante en tant généralement que mère ou grand-mère du souverain en place (et cela depuis que la polygamie de l'empereur a été abolie dans la pratique sous l'empereur Taishō et officiellement par la loi de 1947). Ayant été impératrice, une impératrice douairière est toujours titrée Sa Majesté (陛下, Heika). 
- La veuve de l'empereur ayant précédé l'actuel souverain (et donc en règle générale la mère du monarque en place) est désignée sous le titre d'impératrice douairière (皇太后, Kōtaigō?, littéralement « Grande impératrice »), et est donc désignée comme Sa Majesté l'impératrice douairière (皇太后陛下, Kōtaigō Heika?).
- Les veuves des empereurs encore plus anciens (et donc en règle générale la grand-mère, voire potentiellement l'arrière-grand-mère, de l'empereur régnant) portent quant à elles le titre de grandes impératrices douairières (太皇太后, Tai-Kōtaigō?, littéralement « immenses impératrices ») et sont donc désignées comme Leurs Majestés les grandes impératrices douairières (太皇太后陛下, Tai-Kōtaigō Heika?). Ce titre n'a jamais été porté depuis la révolution Meiji.

Comme l'empereur et l'impératrice, les impératrices douairières ou grandes impératrices douairières ne voient aucun nom personnel accolé à leur titulature officielle. Et comme les empereurs, elles reçoivent un nom d'impératrice (追号, Tsuigō) à leur mort pour former, avec les kanji 皇后 (kōgō), leur titre posthume traditionnel (漢風の諡号, Kanfu-no-shigō). Ainsi, depuis son décès en 2000, la veuve de l'empereur Shōwa, née Nagako, est désignée sous le nom d'impératrice Kōjun (香淳皇后, Kōjun kōgō).

### Les enfants et petits-enfants de l'empereur

#### À la naissance
Chaque enfant et petit-enfant, fille et garçon, aîné et cadet, de l'empereur reçoit, sept jours après sa naissance, un : 
- prénom (名前, namae?) choisi par le père. Généralement utilisé par les observateurs occidentaux, à l'instar de l'empereur actuel lui-même, désigné en Occident par son prénom Naruhito, il se termine par le suffixe -hito (仁?, signifiant « homme » dans son sens général) pour les garçons et -ko (子?, signifiant « enfant » dans son sens général) pour les filles.
- titre honorifique (御称号, goshōgō?), choisi par le père. Parfois considéré en Occident comme l'équivalent d'un nom patronymique, uniquement pour les enfants de l'empereur ou du prince héritier (les enfants des cadets reprennent le titre de leur père), il va servir à désigner dans les documents officiels le prince ou la princesse durant son enfance jusqu'à ce qu'il change de statut (pour devenir prince héritier ou empereur pour le fils aîné, lorsqu'il est autorisé à fonder sa propre maison princière ou, pour les filles, lorsqu'elles se marient et quittent donc la famille impériale). Il est suivi du suffixe 宮 (no-miya?) qui signifie littéralement « de la maison » (d'ailleurs, tous les membres de la famille impériale, sauf l'empereur, l'impératrice, les impératrices douairières, le prince héritier et son épouse, comportent un nom officiel suivi de ce suffixe qui marque leur appartenance à une branche de la famille impériale) mais généralement traduit par le terme « prince de », voire par la particule nobiliaire traditionnelle en France « de ». Par exemple, l'actuel empereur du Japon reçut à sa naissance le titre officiel de Prince de Hiro (浩宮, Hiro-no-miya?).
- emblème personnel (お印, o-shirushi?), généralement un végétal, choisi par la mère et symbolisant le caractère de l'enfant. Les épouses princières, après leur mariage et leur entrée dans la famille impériale, choisissent également un emblème personnel. Seul l'empereur est amené à perdre celui-ci lors de son intronisation, au profit d'un sceau personnel aussi appelé o-shirushi (celui de l'empereur Akihito est le kanji 榮, ei, signifiant « prospère, florissant »).

Le premier kanji du prénom et celui du titre honorifique proviennent par tradition d'une ou plusieurs phrases des Quatre Livres et Cinq Classiques de la littérature chinoise censées symboliser le caractère général du prince. La seule dérogation à cette règle eut lieu pendant la période du « shinto d'État » (国家神道, Kokka Shintō) entre 1870 et 1946. Les deux noms étaient alors choisis à partir de passages du Décret impérial de la Propagation du Grand Enseignement (大教宣布の詔書, Taikyō Senpu no Mikotonori) du 3 février 1870, acte fondateur et base doctrinale de cette religion étatique.
Tous les fils et petits-fils d'un empereur en ligne masculine, de même que son successeur jusqu'à son intronisation comme prince héritier, ont le rang de Prince impérial (親王, Shinnō, littéralement « parent princier »), et les filles et petites-filles en ligne masculine de l'empereur portent, jusqu'à leur mariage, le titre Princesse impériale (内親王, Naishinnō, littéralement « Membre de la parenté princière »). Enfin, chaque membre de la famille impériale, à l'exception de l'empereur, de l'impératrice et des impératrices douairières, est désigné par Son Altesse Impériale (殿下, denka, littéralement « Au-dessous du Maître »).
Ainsi, la titulature complète de l'actuel empereur à sa naissance et jusqu'à son intronisation comme prince héritier en 1991, fut Son Altesse Impériale le prince impérial Naruhito de Hiro (浩宮 徳仁 親王 殿下, Hiro-no-miya Naruhito shinnō denka). Autre exemple, celui de l'unique sœur de l'actuel empereur, connue désormais depuis son mariage en 2006 comme Sayako Kuroda, et qui était titrée jusqu'alors et depuis sa naissance Son Altesse Impériale la princesse impériale Sayako de Nori (紀宮 清子 内親王 殿下, Nori-no-miya Sayako naishinnō denka).

#### À l'âge adulte

##### Le Prince héritier, son épouse et ses enfants

Étendard du Prince héritier

Étendard de la Princesse héritière

Le successeur présomptif de l'empereur (selon le principe de la primogéniture masculine) ne devient officiellement prince héritier (皇太子, Kōtaishi, littéralement « grand fils de l'empereur ») qu'à un certain âge, au minimum après son passage à l'âge adulte lors de son vingtième anniversaire (l'empereur Akihito est néanmoins passé à l'âge adulte un mois avant son dix-neuvième anniversaire, le 10 novembre 1952, le même jour que son intronisation comme prince héritier). Il est officiellement intronisé lors d'une cérémonie traditionnelle shinto au palais impérial, appelée 立 太子 の 礼 (Rit'taishi no Rei, littéralement « Cérémonie d'avènement du Grand fils »). Il est alors autorisé à fonder sa propre Maison (réunissant son épouse, ses enfants et son personnel), baptisée systématiquement Tōgū (東宮, littéralement « Maison de l'Est »), et abandonne le nom honorifique reçu à sa naissance — ne gardant que son prénom (c'est d'ailleurs le seul moment où le nom officiel n'est autre que le prénom) — ainsi que le titre de Prince impérial (親王, shinnō) au profit de celui de prince héritier.
Par exemple, la titulature complète de l'ancien prince héritier, Naruhito, était Son Altesse Impériale le prince héritier Naruhito (皇太子 徳仁 殿下, Kōtaishi Naruhito denka).
Son épouse porte quant à elle le titre de Princesse héritière (皇太子妃, Kōtaishihi, littéralement « Princesse mariée au grand fils de l'empereur »). Ainsi, Masako Owada, épouse du précédent prince héritier Naruhito, a porté à la suite de son mariage et jusqu'à l'avènement impérial de son mari la titulature officielle suivante : Son Altesse Impériale la princesse héritière Masako (雅子 皇太子妃 殿下, Masako kōtaishihi denka).
Leurs enfants ont, à leur naissance, des noms officiels personnalisés, contrairement aux enfants du fils cadet d'un empereur qui va alors prendre pour nom honorifique celui de son père. Ils portent, comme tout petit-enfant d'un empereur, le titre de prince ou de princesse impériale. Par exemple, la fille de l'actuel couple impérial et précédent couple héritier du trône du chrysanthème a reçu à sa naissance en 2001 le prénom de Aiko et le nom officiel de princesse de Toshi, donnant le titre suivant : Son Altesse Impériale la princesse impériale Aiko de Toshi (敬宮 愛子 内親王 殿下, Toshi-no-miya Aiko naishinnō denka). Elle le gardera, sauf révision de la loi, jusqu'à son mariage et donc jusqu'à sa sortie présumée de la famille impériale.
Tous deux abandonnent une nouvelle fois ces titres lorsqu'ils deviennent empereur et impératrice du Japon.

##### Les fils cadets de l'empereur, leurs épouses et leurs enfants

Étendard des membres cadets de la famille impériale

Le fils cadet d'un empereur va changer de nom lorsque l'Agence de la maison impériale va l'autoriser à fonder sa propre Maison princière (宮, kyū), au moins après son passage à l'âge adulte faisant suite à son vingtième anniversaire et en général après son mariage.
Son nom complet conserve alors la forme de sa titulature de naissance, à savoir :
- nom officiel ou titre princier (宮号, kyūgō?), différent du titre honorifique (御称号, goshōgō?) reçu lorsqu'il est venu au monde. Il reprend l'un des noms des anciens fiefs historiques de la famille impériale. Ainsi, le frère cadet de l'empereur Akihito et l'oncle de l'actuel empereur, avait reçu à sa naissance le nom honorifique de prince de Yoshi (義宮, Yoshi-no-miya?). Une fois marié, il devient le Prince de Hitachi (常陸宮, Hitachi-no-miya?), en référence à l'ancienne province du même nom pendant l'époque d'Edo. Ce nouveau nom sert alors de patronyme à sa nouvelle maison : il devient donc le nom officiel de son épouse, de son fils aîné qui hérite du titre à la mort de son père et de ses fils cadets jusqu'à ce qu'ils soient à leur tour autorisés à fonder une nouvelle branche cadette de la famille impériale.
- son prénom, le même que celui reçu à la naissance qui est conservé à vie, en l'occurrence 正仁 (Masahito?) pour le prince de Hitachi. Il est fréquent, dans les médias occidentaux, de désigner alors un tel prince par son prénom suivi de son nom honorifique, les deux étant séparés par la particule traditionnelle des familles aristocratiques d'Occident, à savoir « de ». On peut voir ainsi le prince Hitachi mentionné sous le nom de « Prince Masahito de Hitachi ». Le prénom du prince échoit également à son épouse, remplaçant ainsi le prénom d'origine de la princesse qui peut toutefois être ajouté à la fin de la titulature.
- le titre de Prince impérial (親王, Shinnō?). Son épouse prend alors un titre traduit également par Princesse impériale, de manière plus rare par Princesse impériale consort, différent de celui porté par les filles et petites-filles mineures d'un empereur : il s'écrit alors 親王妃 (Shinnōhi?), soit littéralement « princesse mariée au prince impérial ». Leurs enfants qui, en tant que descendants de deuxième génération d'un empereur, ont aussi le droit au titre de prince impérial (qui est alors à vie, à moins que cet enfant ne devienne un jour prince héritier) et de princesse impériale (prononcé alors Naishinnō, comme pour une fille d'empereur, et porté jusqu'à son mariage). Les belles-filles du prince, à savoir les épouses de ses fils, portent le titre de Shinnōhi.
- comme tout membre de la famille impériale, ils reçoivent la formule d'adresse de « Son Altesse impériale » (殿下, denka?).

Prenons pour exemple celui de la maison du prince de Mikasa, dernier fils survivant de l'empereur Taishō, oncle de l'empereur Akihito et grand-oncle de l'actuel empereur. Son prénom reçu à la naissance est Takahito, et son nom officiel reçu lors de la fondation de sa branche cadette est Mikasa (du nom du mont Mikasa situé dans l'antique capitale impériale de Nara). Suivent ici successivement les titres complets du prince, de son épouse, de son fils aîné puis de l'un de ses fils cadets :
- Son Altesse Impériale le prince impérial Takahito de Mikasa (三笠宮 崇仁 親王 殿下, Mikasa-no-miya Takahito shinnō denka?).
- Son Altesse Impériale la princesse impériale Takahito de Mikasa (Yuriko) (三笠宮 崇仁 親王妃 (百合子) 殿下, Mikasa-no-miya Takahito shinnōhi (Yuriko) denka?), le nom entre parenthèses étant son prénom de naissance, parfois ajouté à son titre officiel et remplaçant parfois le prénom de son époux.
- Son Altesse Impériale le prince impérial Tomohito de Mikasa (三笠宮 寬仁 親王 殿下, Mikasa-no-miya Tomohito shinnō denka?). Son prénom est Tomohito, et, étant l'héritier de la maison Mikasa en tant que fils aîné du prince de Mikasa, il porte depuis sa naissance et cela jusqu'à sa mort le nom officiel de Mikasa.
- Son Altesse Impériale le prince impérial Yoshihito de Katsura (桂宮 宜仁 親王 殿下, Katsura-no-miya Yoshihito shinnō denka?). Il portait à sa naissance, comme tous ses frères et sœurs, le nom officiel de Mikasa. Bien qu'il ne se soit jamais marié, il a été autorisé en 1988 à former sa propre branche cadette de la maison impériale (ce qui implique alors qu'il quitte la résidence de ses parents pour obtenir sa propre résidence officielle, fournie et gérée par l'Agence impériale), et reçoit le nom officiel de Katsura (reprenant ainsi le nom de l'une des quatre anciennes Shinnōke, ou grandes maisons princières qui constituaient les principales branches cadettes de la famille impériale avant la réforme de 1947, le dernier titulaire de la branche Katsura étant mort quant à lui en 1881, le nom de Katsura avait été pris en référence à la résidence de ses princes à savoir la palais isolé de Katsura à Kyoto).

##### Les filles et petites-filles en ligne masculine d'un empereur
Toutes les filles nées dans la famille impériale doivent la quitter le jour de leur mariage, et alors leur descendance est définitivement écartée de la succession au trône, à moins qu'elles n'épousent un autre membre de la famille impériale. Quoi qu'il en soit, que leur époux soit un ancien aristocrate déchu après 1947, un roturier ou un prince, elles prennent le jour de leur mariage le nom patronymique de leur époux. Ainsi, la sœur cadette de l'actuel empereur, Sayako, a épousé le 15 novembre 2005 l'urbaniste Yoshiki Kuroda et porte donc désormais le nom de Sayako Kuroda (黒田 清子, Kuroda Sayako). Elle a alors quitté la famille impériale et l'Agence impériale n'a plus à gérer ses biens ni à subvenir à ses besoins. Toutefois, à la suite de ses noces, l'Agence lui a octroyé une somme de 1,3 million de dollars pour commencer sa nouvelle vie.
Avant le mariage, qui est généralement assez tardif dans la famille impériale depuis cette réforme (la princesse Sayako s'est mariée à 36 ans, sa cousine Masako, fille du prince de Mikasa, s'était mariée à 32 ans), les filles de la famille impériale conservent leur titulature de naissance et vivent dans la résidence de leurs parents (et donc au palais impérial s'il s'agit d'une fille du couple impérial).

### Les descendants à la quatrième génération ou plus d'un empereur
Les membres d'une branche cadette de la famille impériale qui descendent d'un empereur au moins à la quatrième génération (c'est-à-dire qu'ils sont au mieux les arrière-petits-fils ou arrière-petites-filles d'un empereur) portent une titulature complète qui répond aux règles précédemment citées, à savoir que tous reçoivent à la naissance un prénom qu'ils gardent toute leur vie et héritent du nom officiel de leur père. Puis, une fois arrivé à l'âge adulte (et donc généralement au mariage), seul le fils aîné conserve le même nom honorifique que son père, tandis que les fils cadets fondent une nouvelle maison avec un nouveau nom et les filles prennent celui de leur époux, sortant même de la famille impériale si elles épousent un roturier ou un membre d'une lignée aristocratique déchue. De plus, ils sont également désignés comme « Leurs Altesses Impériales ».
La seule différence vient du titre, qui n'est plus alors Prince impérial (親王, Shinnō) ni Princesse impériale (内親王, Naishinnō), mais tout simplement Prince (王, Ō) et Princesse (女王, Nyoō). Le kanji 王 (ō) peut également signifier roi, étant hérité du signe chinois 王 ou 國王 (wáng ou roi) qui servait de titre au chef de l'État jusqu'à la dynastie Qin, date à laquelle il a été remplacé par celui d'empereur (pinyin : huáng dì). Le titre de roi n'ayant jamais existé au Japon, le kanji 王 a donc toujours servi à désigner un membre cadet de la famille impériale. De même, les signes chinois pour désigner la reine, à savoir 女王 (joō, littéralement femme du roi ou femme roi), ont été repris pour signifier l'équivalent féminin de 王 (ō), et prononcé Nyoō. Il s'agissait donc à l'origine du titre général pour tous les membres de la famille impériale, ceux de 親王 (Shinnō) et de 内親王 (Naishinnō) étant plutôt honorifiques et décernés par l'empereur selon son bon plaisir. Après la révolution Meiji, la différence de terme vient différencier les descendants légitimes d'un empereur ainsi que les chefs des quatre grandes branches cadettes de la famille impériale au sein desquelles la tradition veut que l'empereur choisisse son épouse (et appelée les Shinnōke), des autres. Et, à partir de la loi de 1947, l'utilisation actuelle est instaurée.
Pour l'instant, seules trois des petites-filles du prince de Mikasa (ses fils n'ont eu que des filles), et donc arrière-petites-filles de l'empereur Taishō, sont dans ce cas. Elles font encore partie de la famille impériale car aucune ne s'est mariée. L'épouse d'un Prince (王, ō) serait alors titrée Princesse ou Princesse consort (王妃, ōhi, littéralement « princesse mariée au prince »).
Prenons l'exemple de la fille aînée du prince Tomohito de Mikasa, petite-fille du prince Takahito de Mikasa, dont le prénom est Akiko : sa titulature complète est alors Son Altesse Impériale la princesse Akiko de Mikasa (三笠宮 彬子 女王 殿下, Mikasa-no-miya Akiko nyoō denka).

## Membres actuels de la famille impériale

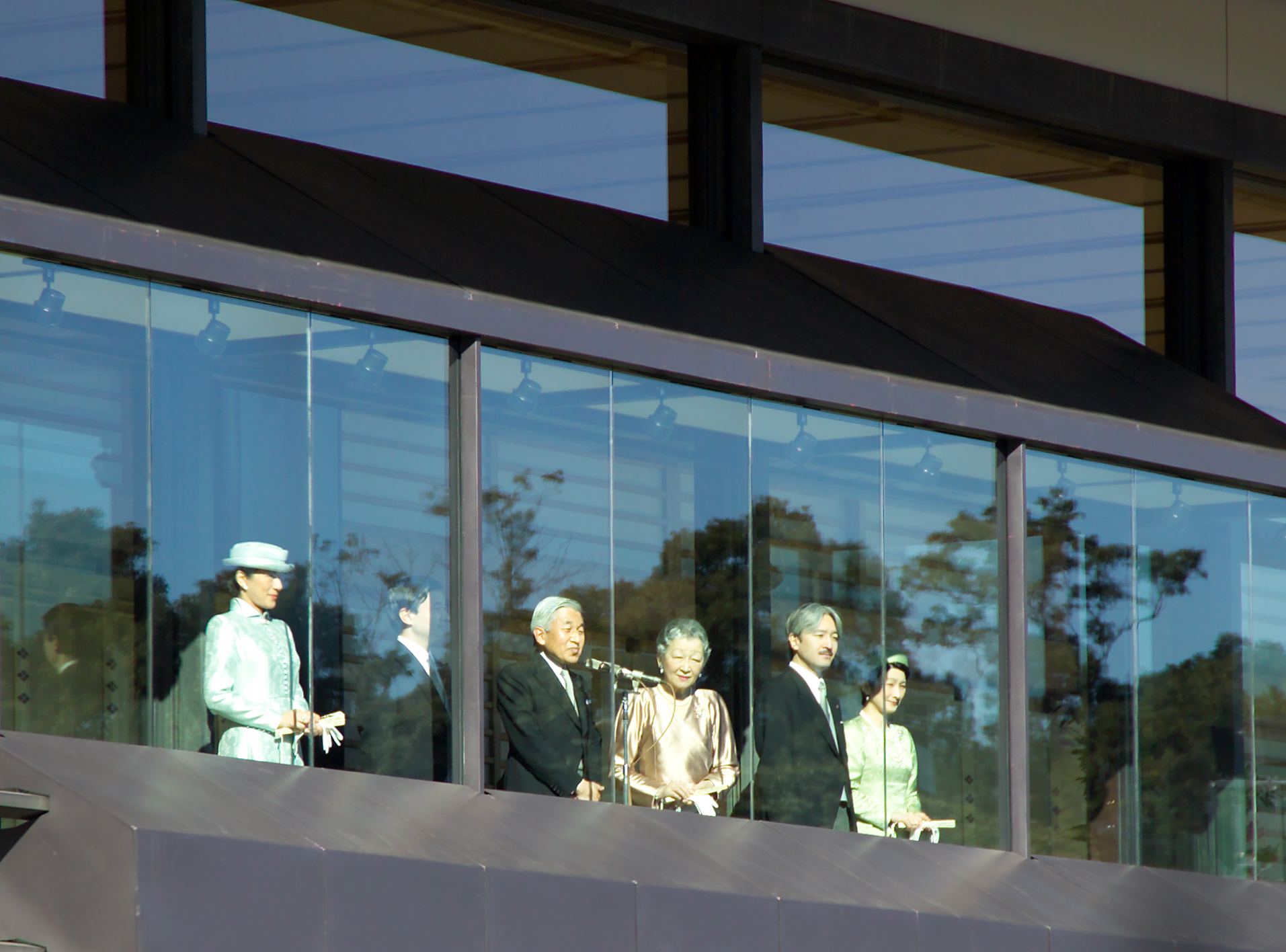
La famille proche de l'empereur au balcon du palais impérial le jour de l'anniversaire de l'empereur en 2005. De g. à d. : Masako (alors princesse héritière consort), Naruhito (alors prince héritier), l'empereur de l'époque, l'impératrice de l'époque, le prince et la princesse d'Akishino

La famille impériale comprend actuellement, et depuis le mariage de l'ancienne princesse Mako d'Akishino en 2021, 16 membres, dont 4 hommes, 1 garçon mineur, 6 femmes (épouses de membres de la famille impériale) et 5 filles membres de la famille impériale de naissance et qui seront appelées potentiellement à la quitter le jour de leur mariage. Il s'agit de :
- Akihito, né en 1933, empereur de 1989 à 2019, empereur émérite depuis 2019.
- Michiko, née en 1934, épouse d'Akihito depuis 1959 et donc impératrice consort de 1989 à 2019 puis impératrice émérite depuis 2019.
- Naruhito, né en 1960, fils aîné de l'empereur et de l'impératrice émérites, empereur depuis 2019.
- Masako, née Masako Owada en 1963, épouse de Naruhito depuis 1993 et donc impératrice consort depuis 2019. Diplomate de formation. 
  - Aiko de Toshi, née en 2001, fille unique de l'actuel couple impérial. Jusqu'à la naissance de son cousin germain, le prince Hisahito d'Akishino, en 2006, le gouvernement et l'Agence impériale ont sérieusement envisagé une révision de la loi impériale afin de permettre aux filles de succéder au trône. En effet, Hisahito est alors le premier fils à être né dans la famille impériale depuis son propre père le prince Fumihito d'Akishino en 1965. Bien que la naissance d'un garçon ait entraîné la mise entre parenthèses de la révision de la loi de succession, celle-ci est considérée comme inévitable par certains analystes et hommes politiques, le système de succession par primogéniture masculine n'étant plus selon eux adapté à une famille impériale réduite à sa portion la plus congrue, ne pratiquant plus la polygamie et dont les membres, à l'instar de beaucoup de Japonais, se marient tard et ont peu d'enfants. De plus, cette réforme est également souhaitée par une partie de l'opinion publique acquise à l'idée de voir un jour monter sur le trône une impératrice régnante.
- Fumihito d'Akishino, né en 1965, deuxième fils de l'empereur et de l'impératrice émérites, a reçu à sa naissance comme premier nom officiel celui de prince Aya (礼宮, Aya-no-miya?), ne recevant le nom d'Akishino et le droit de fonder une nouvelle branche de la famille impériale qu'au moment de son mariage en 1990. Il est le prince héritier depuis 2019.
- Fumihito d'Akishino (Kiko), née Kiko Kawashima en 1966, a épousé le prince Akishino en 1990, et donc princesse héritière consort depuis 2019. Docteur en psychologie.  
  - Kako d'Akishino, née en 1994.
  - Hisahito d'Akishino, né en 2006. Si les choses restent en l'état, à savoir si la loi de la maison impériale n'est pas réformée pour remplacer le principe de primogéniture masculine par la primogéniture absolue, et si son oncle et sa tante l'empereur et l'impératrice n'ont pas de fils, il pourrait un jour accéder au trône du chrysanthème.
- Masahito de Hitachi, né en 1935, frère cadet et unique de l'empereur émérite (qui n'a sinon que des sœurs qui sont aujourd'hui sorties de la famille impériale). Il avait à sa naissance le nom honorifique de prince de Yoshi (義宮, Yoshi-no-miya?). Il a reçu celui de prince de Hitachi, ainsi que le droit de fonder la maison de Hitachi, au sein de la famille impériale après son mariage en 1964. Il n'a cependant pas eu de descendance.
- Masahito de Hitachi (Hanako), née Hanako Tsugaru en 1940. Elle est issue d'une famille de l'ancienne Kazoku, l'aristocratie japonaise née durant l'ère Meiji et déchue à la suite de l'occupation américaine à partir de 1947. Elle est la dernière femme d'origine aristocratique à être entrée dans la famille impériale, tous les princes s'étant mariés par la suite ayant épousé des femmes issues du peuple. Elle n'a pas eu d'enfant avec son époux.
- Tomohito de Mikasa (Nobuko), née Nobuko Asō en 1955, veuve du prince Tomohito de Mikasa (1946-2012, deuxième enfant et fils aîné du prince Takahito de Mikasa). Ils se sont mariés en 1980 et ont eu deux filles. Elle est la petite-fille par sa mère de l'ancien Premier ministre Shigeru Yoshida et la sœur de l'ancien Premier ministre et poids lourds de l'aile nationaliste et populiste du PLD, le parti au pouvoir, Tarō Asō.  
  - Akiko de Mikasa, née en 1981.
  - Yōko de Mikasa, née en 1983.
- Norihito de Takamado (Hisako), née Hisako Tottori en 1953, a épousé en 1984 le prince Norihito de Takamado, troisième fils et cinquième et dernier enfant du prince Takahito de Mikasa et de son épouse. Celui-ci était né en 1954 et mort en 2002 d'une crise cardiaque. Il avait obtenu le droit de fonder sa propre maison au sein de la branche de Mikasa et de la famille impériale, avec pour nom Takamado, à la suite de son mariage en 1984. Le couple princier a eu trois filles, dont seulement une est toujours membre de la famille impériale. 
  - Tsuguko de Takamado, née en 1986.

### Généalogie
|  |  |                                  |                                  |                                  |                                  |                                  |                                  |  |  |                             |                             |                             |                             |                             |                             |  |  |                             |                             |                             |                             |                             |                             |  |  |                                    |                                    |                                    |                                    |                                    |                                    |  |  |                            |                            |                            |                            |                                  |                                  |                                  |                                  |                                  |                                  |                            |                            |                            |                            |                     |                     |                                       |                                       |                                       |                                       |                                       |                                       |  |  |                                             |                                             |                                             |                                             |                                             |                                             |                            |                            |                            |                            |                        |                        |                        |                        |                       |                       |                            |                            |                            |                            |                                  |                                  |                                  |                                  |                                  |                                  |                       |                       |                                |                                |                                         |                                         |                                         |                                         |                                         |                                         |                         |                         |                                              |                                              |                                              |                                              |                                              |                                              |                       |                       |  |  |                                   |                                   |                                   |                                   |                                   |                                   |  |  |                             |                             |                             |                             |                             |                             |  |  |                                |                                |                                |                                |                                |                                |  |  |                       |                       |                       |                       |                                |                                |                                |                                |                                  |                                  |                                  |                                  |                                  |                                  |                           |                           |                           |                           |                     |                     |                            |                            |                            |                            |                            |                            |                         |                         |                         |                         |                       |                       |                                  |                                  |                                  |                                  |                                  |                                  |                           |                           |                           |                           |                       |                       |                       |                       |                   |                   |                    |                    |                    |                    |                          |                          |                          |                          |                          |                          |                    |                    |                    |                    |  |  |
|  |  |                                  |                                  |                                  |                                  |                                  |                                  |  |  |                             |                             |                             |                             |                             |                             |  |  |                             |                             |                             |                             |                             |                             |  |  |                                    |                                    |                                    |                                    |                                    |                                    |  |  |                            |                            |                            |                            |                                  |                                  |                                  |                                  |                                  |                                  |                            |                            |                            |                            |                     |                     |                                       |                                       |                                       |                                       |                                       |                                       |  |  |                                             |                                             |                                             |                                             |                                             |                                             |                            |                            |                            |                            |                        |                        |                        |                        |                       |                       |                            |                            |                            |                            |                                  |                                  |                                  |                                  |                                  |                                  |                       |                       |                                |                                | Yoshihito (empereur Taishō) (1879-1926) | Yoshihito (empereur Taishō) (1879-1926) | Yoshihito (empereur Taishō) (1879-1926) | Yoshihito (empereur Taishō) (1879-1926) | Yoshihito (empereur Taishō) (1879-1926) | Yoshihito (empereur Taishō) (1879-1926) |                         |                         | Sadako Kujō (impératrice Teimei) (1884-1951) | Sadako Kujō (impératrice Teimei) (1884-1951) | Sadako Kujō (impératrice Teimei) (1884-1951) | Sadako Kujō (impératrice Teimei) (1884-1951) | Sadako Kujō (impératrice Teimei) (1884-1951) | Sadako Kujō (impératrice Teimei) (1884-1951) |                       |                       |  |  |                                   |                                   |                                   |                                   |                                   |                                   |  |  |                             |                             |                             |                             |                             |                             |  |  |                                |                                |                                |                                |                                |                                |  |  |                       |                       |                       |                       |                                |                                |                                |                                |                                  |                                  |                                  |                                  |                                  |                                  |                           |                           |                           |                           |                     |                     |                            |                            |                            |                            |                            |                            |                         |                         |                         |                         |                       |                       |                                  |                                  |                                  |                                  |                                  |                                  |                           |                           |                           |                           |                       |                       |                       |                       |                   |                   |                    |                    |                    |                    |                          |                          |                          |                          |                          |                          |                    |                    |                    |                    |  |  |
|  |  |                                  |                                  |                                  |                                  |                                  |                                  |  |  |                             |                             |                             |                             |                             |                             |  |  |                             |                             |                             |                             |                             |                             |  |  |                                    |                                    |                                    |                                    |                                    |                                    |  |  |                            |                            |                            |                            |                                  |                                  |                                  |                                  |                                  |                                  |                            |                            |                            |                            |                     |                     |                                       |                                       |                                       |                                       |                                       |                                       |  |  |                                             |                                             |                                             |                                             |                                             |                                             |                            |                            |                            |                            |                        |                        |                        |                        |                       |                       |                            |                            |                            |                            |                                  |                                  |                                  |                                  |                                  |                                  |                       |                       |                                |                                | Yoshihito (empereur Taishō) (1879-1926) | Yoshihito (empereur Taishō) (1879-1926) | Yoshihito (empereur Taishō) (1879-1926) | Yoshihito (empereur Taishō) (1879-1926) | Yoshihito (empereur Taishō) (1879-1926) | Yoshihito (empereur Taishō) (1879-1926) |                         |                         | Sadako Kujō (impératrice Teimei) (1884-1951) | Sadako Kujō (impératrice Teimei) (1884-1951) | Sadako Kujō (impératrice Teimei) (1884-1951) | Sadako Kujō (impératrice Teimei) (1884-1951) | Sadako Kujō (impératrice Teimei) (1884-1951) | Sadako Kujō (impératrice Teimei) (1884-1951) |                       |                       |  |  |                                   |                                   |                                   |                                   |                                   |                                   |  |  |                             |                             |                             |                             |                             |                             |  |  |                                |                                |                                |                                |                                |                                |  |  |                       |                       |                       |                       |                                |                                |                                |                                |                                  |                                  |                                  |                                  |                                  |                                  |                           |                           |                           |                           |                     |                     |                            |                            |                            |                            |                            |                            |                         |                         |                         |                         |                       |                       |                                  |                                  |                                  |                                  |                                  |                                  |                           |                           |                           |                           |                       |                       |                       |                       |                   |                   |                    |                    |                    |                    |                          |                          |                          |                          |                          |                          |                    |                    |                    |                    |  |  |
|  |  |                                  |                                  |                                  |                                  |                                  |                                  |  |  |                             |                             |                             |                             |                             |                             |  |  |                             |                             |                             |                             |                             |                             |  |  |                                    |                                    |                                    |                                    |                                    |                                    |  |  |                            |                            |                            |                            |                                  |                                  |                                  |                                  |                                  |                                  |                            |                            |                            |                            |                     |                     |                                       |                                       |                                       |                                       |                                       |                                       |  |  |                                             |                                             |                                             |                                             |                                             |                                             |                            |                            |                            |                            |                        |                        |                        |                        |                       |                       |                            |                            |                            |                            |                                  |                                  |                                  |                                  |                                  |                                  |                       |                       |                                |                                |                                         |                                         |                                         |                                         |                                         |                                         |                         |                         |                                              |                                              |                                              |                                              |                                              |                                              |                       |                       |  |  |                                   |                                   |                                   |                                   |                                   |                                   |  |  |                             |                             |                             |                             |                             |                             |  |  |                                |                                |                                |                                |                                |                                |  |  |                       |                       |                       |                       |                                |                                |                                |                                |                                  |                                  |                                  |                                  |                                  |                                  |                           |                           |                           |                           |                     |                     |                            |                            |                            |                            |                            |                            |                         |                         |                         |                         |                       |                       |                                  |                                  |                                  |                                  |                                  |                                  |                           |                           |                           |                           |                       |                       |                       |                       |                   |                   |                    |                    |                    |                    |                          |                          |                          |                          |                          |                          |                    |                    |                    |                    |  |  |
|  |  |                                  |                                  |                                  |                                  |                                  |                                  |  |  |                             |                             |                             |                             |                             |                             |  |  |                             |                             |                             |                             |                             |                             |  |  |                                    |                                    |                                    |                                    |                                    |                                    |  |  |                            |                            |                            |                            |                                  |                                  |                                  |                                  |                                  |                                  |                            |                            |                            |                            |                     |                     |                                       |                                       |                                       |                                       |                                       |                                       |  |  |                                             |                                             |                                             |                                             |                                             |                                             |                            |                            |                            |                            |                        |                        |                        |                        |                       |                       |                            |                            |                            |                            |                                  |                                  |                                  |                                  |                                  |                                  |                       |                       |                                |                                |                                         |                                         |                                         |                                         |                                         |                                         |                         |                         |                                              |                                              |                                              |                                              |                                              |                                              |                       |                       |  |  |                                   |                                   |                                   |                                   |                                   |                                   |  |  |                             |                             |                             |                             |                             |                             |  |  |                                |                                |                                |                                |                                |                                |  |  |                       |                       |                       |                       |                                |                                |                                |                                |                                  |                                  |                                  |                                  |                                  |                                  |                           |                           |                           |                           |                     |                     |                            |                            |                            |                            |                            |                            |                         |                         |                         |                         |                       |                       |                                  |                                  |                                  |                                  |                                  |                                  |                           |                           |                           |                           |                       |                       |                       |                       |                   |                   |                    |                    |                    |                    |                          |                          |                          |                          |                          |                          |                    |                    |                    |                    |  |  |
|  |  |                                  |                                  |                                  |                                  |                                  |                                  |  |  |                             |                             |                             |                             |                             |                             |  |  |                             |                             |                             |                             |                             |                             |  |  |                                    |                                    |                                    |                                    |                                    |                                    |  |  |                            |                            |                            |                            |                                  |                                  |                                  |                                  |                                  |                                  |                            |                            |                            |                            |                     |                     | Hirohito (empereur Shōwa) (1901-1989) | Hirohito (empereur Shōwa) (1901-1989) | Hirohito (empereur Shōwa) (1901-1989) | Hirohito (empereur Shōwa) (1901-1989) | Hirohito (empereur Shōwa) (1901-1989) | Hirohito (empereur Shōwa) (1901-1989) |  |  | Nagako Kuni (impératrice Kōjun) (1903-2000) | Nagako Kuni (impératrice Kōjun) (1903-2000) | Nagako Kuni (impératrice Kōjun) (1903-2000) | Nagako Kuni (impératrice Kōjun) (1903-2000) | Nagako Kuni (impératrice Kōjun) (1903-2000) | Nagako Kuni (impératrice Kōjun) (1903-2000) |                            |                            |                            |                            |                        |                        |                        |                        |                       |                       |                            |                            |                            |                            | Yasuhito de Chichibu (1902-1953) | Yasuhito de Chichibu (1902-1953) | Yasuhito de Chichibu (1902-1953) | Yasuhito de Chichibu (1902-1953) | Yasuhito de Chichibu (1902-1953) | Yasuhito de Chichibu (1902-1953) |                       |                       | Setsuko Matsudaira (1909-1995) | Setsuko Matsudaira (1909-1995) | Setsuko Matsudaira (1909-1995)          | Setsuko Matsudaira (1909-1995)          | Setsuko Matsudaira (1909-1995)          | Setsuko Matsudaira (1909-1995)          |                                         |                                         |                         |                         |                                              |                                              |                                              |                                              |                                              |                                              |                       |                       |  |  | Nobuhito de Takamatsu (1905-1987) | Nobuhito de Takamatsu (1905-1987) | Nobuhito de Takamatsu (1905-1987) | Nobuhito de Takamatsu (1905-1987) | Nobuhito de Takamatsu (1905-1987) | Nobuhito de Takamatsu (1905-1987) |  |  | Kikuko Tokugawa (1911-2004) | Kikuko Tokugawa (1911-2004) | Kikuko Tokugawa (1911-2004) | Kikuko Tokugawa (1911-2004) | Kikuko Tokugawa (1911-2004) | Kikuko Tokugawa (1911-2004) |  |  |                                |                                |                                |                                |                                |                                |  |  |                       |                       |                       |                       | Takahito de Misaka (1915-2016) | Takahito de Misaka (1915-2016) | Takahito de Misaka (1915-2016) | Takahito de Misaka (1915-2016) | Takahito de Misaka (1915-2016)   | Takahito de Misaka (1915-2016)   |                                  |                                  | Yuriko Takagi (1923-2024)        | Yuriko Takagi (1923-2024)        | Yuriko Takagi (1923-2024) | Yuriko Takagi (1923-2024) | Yuriko Takagi (1923-2024) | Yuriko Takagi (1923-2024) |                     |                     |                            |                            |                            |                            |                            |                            |                         |                         |                         |                         |                       |                       |                                  |                                  |                                  |                                  |                                  |                                  |                           |                           |                           |                           |                       |                       |                       |                       |                   |                   |                    |                    |                    |                    |                          |                          |                          |                          |                          |                          |                    |                    |                    |                    |  |  |
|  |  |                                  |                                  |                                  |                                  |                                  |                                  |  |  |                             |                             |                             |                             |                             |                             |  |  |                             |                             |                             |                             |                             |                             |  |  |                                    |                                    |                                    |                                    |                                    |                                    |  |  |                            |                            |                            |                            |                                  |                                  |                                  |                                  |                                  |                                  |                            |                            |                            |                            |                     |                     | Hirohito (empereur Shōwa) (1901-1989) | Hirohito (empereur Shōwa) (1901-1989) | Hirohito (empereur Shōwa) (1901-1989) | Hirohito (empereur Shōwa) (1901-1989) | Hirohito (empereur Shōwa) (1901-1989) | Hirohito (empereur Shōwa) (1901-1989) |  |  | Nagako Kuni (impératrice Kōjun) (1903-2000) | Nagako Kuni (impératrice Kōjun) (1903-2000) | Nagako Kuni (impératrice Kōjun) (1903-2000) | Nagako Kuni (impératrice Kōjun) (1903-2000) | Nagako Kuni (impératrice Kōjun) (1903-2000) | Nagako Kuni (impératrice Kōjun) (1903-2000) |                            |                            |                            |                            |                        |                        |                        |                        |                       |                       |                            |                            |                            |                            | Yasuhito de Chichibu (1902-1953) | Yasuhito de Chichibu (1902-1953) | Yasuhito de Chichibu (1902-1953) | Yasuhito de Chichibu (1902-1953) | Yasuhito de Chichibu (1902-1953) | Yasuhito de Chichibu (1902-1953) |                       |                       | Setsuko Matsudaira (1909-1995) | Setsuko Matsudaira (1909-1995) | Setsuko Matsudaira (1909-1995)          | Setsuko Matsudaira (1909-1995)          | Setsuko Matsudaira (1909-1995)          | Setsuko Matsudaira (1909-1995)          |                                         |                                         |                         |                         |                                              |                                              |                                              |                                              |                                              |                                              |                       |                       |  |  | Nobuhito de Takamatsu (1905-1987) | Nobuhito de Takamatsu (1905-1987) | Nobuhito de Takamatsu (1905-1987) | Nobuhito de Takamatsu (1905-1987) | Nobuhito de Takamatsu (1905-1987) | Nobuhito de Takamatsu (1905-1987) |  |  | Kikuko Tokugawa (1911-2004) | Kikuko Tokugawa (1911-2004) | Kikuko Tokugawa (1911-2004) | Kikuko Tokugawa (1911-2004) | Kikuko Tokugawa (1911-2004) | Kikuko Tokugawa (1911-2004) |  |  |                                |                                |                                |                                |                                |                                |  |  |                       |                       |                       |                       | Takahito de Misaka (1915-2016) | Takahito de Misaka (1915-2016) | Takahito de Misaka (1915-2016) | Takahito de Misaka (1915-2016) | Takahito de Misaka (1915-2016)   | Takahito de Misaka (1915-2016)   |                                  |                                  | Yuriko Takagi (1923-2024)        | Yuriko Takagi (1923-2024)        | Yuriko Takagi (1923-2024) | Yuriko Takagi (1923-2024) | Yuriko Takagi (1923-2024) | Yuriko Takagi (1923-2024) |                     |                     |                            |                            |                            |                            |                            |                            |                         |                         |                         |                         |                       |                       |                                  |                                  |                                  |                                  |                                  |                                  |                           |                           |                           |                           |                       |                       |                       |                       |                   |                   |                    |                    |                    |                    |                          |                          |                          |                          |                          |                          |                    |                    |                    |                    |  |  |
|  |  |                                  |                                  |                                  |                                  |                                  |                                  |  |  |                             |                             |                             |                             |                             |                             |  |  |                             |                             |                             |                             |                             |                             |  |  |                                    |                                    |                                    |                                    |                                    |                                    |  |  |                            |                            |                            |                            |                                  |                                  |                                  |                                  |                                  |                                  |                            |                            |                            |                            |                     |                     |                                       |                                       |                                       |                                       |                                       |                                       |  |  |                                             |                                             |                                             |                                             |                                             |                                             |                            |                            |                            |                            |                        |                        |                        |                        |                       |                       |                            |                            |                            |                            |                                  |                                  |                                  |                                  |                                  |                                  |                       |                       |                                |                                |                                         |                                         |                                         |                                         |                                         |                                         |                         |                         |                                              |                                              |                                              |                                              |                                              |                                              |                       |                       |  |  |                                   |                                   |                                   |                                   |                                   |                                   |  |  |                             |                             |                             |                             |                             |                             |  |  |                                |                                |                                |                                |                                |                                |  |  |                       |                       |                       |                       |                                |                                |                                |                                |                                  |                                  |                                  |                                  |                                  |                                  |                           |                           |                           |                           |                     |                     |                            |                            |                            |                            |                            |                            |                         |                         |                         |                         |                       |                       |                                  |                                  |                                  |                                  |                                  |                                  |                           |                           |                           |                           |                       |                       |                       |                       |                   |                   |                    |                    |                    |                    |                          |                          |                          |                          |                          |                          |                    |                    |                    |                    |  |  |
|  |  |                                  |                                  |                                  |                                  |                                  |                                  |  |  |                             |                             |                             |                             |                             |                             |  |  |                             |                             |                             |                             |                             |                             |  |  |                                    |                                    |                                    |                                    |                                    |                                    |  |  |                            |                            |                            |                            |                                  |                                  |                                  |                                  |                                  |                                  |                            |                            |                            |                            |                     |                     |                                       |                                       |                                       |                                       |                                       |                                       |  |  |                                             |                                             |                                             |                                             |                                             |                                             |                            |                            |                            |                            |                        |                        |                        |                        |                       |                       |                            |                            |                            |                            |                                  |                                  |                                  |                                  |                                  |                                  |                       |                       |                                |                                |                                         |                                         |                                         |                                         |                                         |                                         |                         |                         |                                              |                                              |                                              |                                              |                                              |                                              |                       |                       |  |  |                                   |                                   |                                   |                                   |                                   |                                   |  |  |                             |                             |                             |                             |                             |                             |  |  |                                |                                |                                |                                |                                |                                |  |  |                       |                       |                       |                       |                                |                                |                                |                                |                                  |                                  |                                  |                                  |                                  |                                  |                           |                           |                           |                           |                     |                     |                            |                            |                            |                            |                            |                            |                         |                         |                         |                         |                       |                       |                                  |                                  |                                  |                                  |                                  |                                  |                           |                           |                           |                           |                       |                       |                       |                       |                   |                   |                    |                    |                    |                    |                          |                          |                          |                          |                          |                          |                    |                    |                    |                    |  |  |
|  |  | Morihiro Higashikuni (1916-1969) | Morihiro Higashikuni (1916-1969) | Morihiro Higashikuni (1916-1969) | Morihiro Higashikuni (1916-1969) | Morihiro Higashikuni (1916-1969) | Morihiro Higashikuni (1916-1969) |  |  | Shigeko de Teru (1925-1961) | Shigeko de Teru (1925-1961) | Shigeko de Teru (1925-1961) | Shigeko de Teru (1925-1961) | Shigeko de Teru (1925-1961) | Shigeko de Teru (1925-1961) |  |  | Sachiko de Hisa (1927-1928) | Sachiko de Hisa (1927-1928) | Sachiko de Hisa (1927-1928) | Sachiko de Hisa (1927-1928) | Sachiko de Hisa (1927-1928) | Sachiko de Hisa (1927-1928) |  |  | Toshimichi Takatsukasa (1923-1966) | Toshimichi Takatsukasa (1923-1966) | Toshimichi Takatsukasa (1923-1966) | Toshimichi Takatsukasa (1923-1966) | Toshimichi Takatsukasa (1923-1966) | Toshimichi Takatsukasa (1923-1966) |  |  | Kazuko de Taka (1929-1989) | Kazuko de Taka (1929-1989) | Kazuko de Taka (1929-1989) | Kazuko de Taka (1929-1989) | Kazuko de Taka (1929-1989)       | Kazuko de Taka (1929-1989)       |                                  |                                  | Takamasa Ikeda (1926-2012)       | Takamasa Ikeda (1926-2012)       | Takamasa Ikeda (1926-2012) | Takamasa Ikeda (1926-2012) | Takamasa Ikeda (1926-2012) | Takamasa Ikeda (1926-2012) |                     |                     | Atsuko de Yori (1931)                 | Atsuko de Yori (1931)                 | Atsuko de Yori (1931)                 | Atsuko de Yori (1931)                 | Atsuko de Yori (1931)                 | Atsuko de Yori (1931)                 |  |  | Akihito (empereur Heisei) (1933)            | Akihito (empereur Heisei) (1933)            | Akihito (empereur Heisei) (1933)            | Akihito (empereur Heisei) (1933)            | Akihito (empereur Heisei) (1933)            | Akihito (empereur Heisei) (1933)            |                            |                            | Michiko Shōda (1934)       | Michiko Shōda (1934)       | Michiko Shōda (1934)   | Michiko Shōda (1934)   | Michiko Shōda (1934)   | Michiko Shōda (1934)   |                       |                       | Masahito de Hitachi (1935) | Masahito de Hitachi (1935) | Masahito de Hitachi (1935) | Masahito de Hitachi (1935) | Masahito de Hitachi (1935)       | Masahito de Hitachi (1935)       |                                  |                                  | Hanako Tsugaru (1940)            | Hanako Tsugaru (1940)            | Hanako Tsugaru (1940) | Hanako Tsugaru (1940) | Hanako Tsugaru (1940)          | Hanako Tsugaru (1940)          |                                         |                                         | Hisanaga Shimazu (1934)                 | Hisanaga Shimazu (1934)                 | Hisanaga Shimazu (1934)                 | Hisanaga Shimazu (1934)                 | Hisanaga Shimazu (1934) | Hisanaga Shimazu (1934) |                                              |                                              | Takako de Suga (1939)                        | Takako de Suga (1939)                        | Takako de Suga (1939)                        | Takako de Suga (1939)                        | Takako de Suga (1939) | Takako de Suga (1939) |  |  | Tadateru Konoe (1939)             | Tadateru Konoe (1939)             | Tadateru Konoe (1939)             | Tadateru Konoe (1939)             | Tadateru Konoe (1939)             | Tadateru Konoe (1939)             |  |  | Yasuko de Mikasa (1944)     | Yasuko de Mikasa (1944)     | Yasuko de Mikasa (1944)     | Yasuko de Mikasa (1944)     | Yasuko de Mikasa (1944)     | Yasuko de Mikasa (1944)     |  |  | Tomohito de Mikasa (1946-2012) | Tomohito de Mikasa (1946-2012) | Tomohito de Mikasa (1946-2012) | Tomohito de Mikasa (1946-2012) | Tomohito de Mikasa (1946-2012) | Tomohito de Mikasa (1946-2012) |  |  | Nobuko Asō (1955)     | Nobuko Asō (1955)     | Nobuko Asō (1955)     | Nobuko Asō (1955)     | Nobuko Asō (1955)              | Nobuko Asō (1955)              |                                |                                | Yoshihito de Katsura (1948-2014) | Yoshihito de Katsura (1948-2014) | Yoshihito de Katsura (1948-2014) | Yoshihito de Katsura (1948-2014) | Yoshihito de Katsura (1948-2014) | Yoshihito de Katsura (1948-2014) |                           |                           | Masayuki Sen (1956)       | Masayuki Sen (1956)       | Masayuki Sen (1956) | Masayuki Sen (1956) | Masayuki Sen (1956)        | Masayuki Sen (1956)        |                            |                            | Masako de Mikasa (1951)    | Masako de Mikasa (1951)    | Masako de Mikasa (1951) | Masako de Mikasa (1951) | Masako de Mikasa (1951) | Masako de Mikasa (1951) |                       |                       | Norihito de Takamado (1954-2002) | Norihito de Takamado (1954-2002) | Norihito de Takamado (1954-2002) | Norihito de Takamado (1954-2002) | Norihito de Takamado (1954-2002) | Norihito de Takamado (1954-2002) |                           |                           | Hisako Tottori (1953)     | Hisako Tottori (1953)     | Hisako Tottori (1953) | Hisako Tottori (1953) | Hisako Tottori (1953) | Hisako Tottori (1953) |                   |                   |                    |                    |                    |                    |                          |                          |                          |                          |                          |                          |                    |                    |                    |                    |  |  |
|  |  | Morihiro Higashikuni (1916-1969) | Morihiro Higashikuni (1916-1969) | Morihiro Higashikuni (1916-1969) | Morihiro Higashikuni (1916-1969) | Morihiro Higashikuni (1916-1969) | Morihiro Higashikuni (1916-1969) |  |  | Shigeko de Teru (1925-1961) | Shigeko de Teru (1925-1961) | Shigeko de Teru (1925-1961) | Shigeko de Teru (1925-1961) | Shigeko de Teru (1925-1961) | Shigeko de Teru (1925-1961) |  |  | Sachiko de Hisa (1927-1928) | Sachiko de Hisa (1927-1928) | Sachiko de Hisa (1927-1928) | Sachiko de Hisa (1927-1928) | Sachiko de Hisa (1927-1928) | Sachiko de Hisa (1927-1928) |  |  | Toshimichi Takatsukasa (1923-1966) | Toshimichi Takatsukasa (1923-1966) | Toshimichi Takatsukasa (1923-1966) | Toshimichi Takatsukasa (1923-1966) | Toshimichi Takatsukasa (1923-1966) | Toshimichi Takatsukasa (1923-1966) |  |  | Kazuko de Taka (1929-1989) | Kazuko de Taka (1929-1989) | Kazuko de Taka (1929-1989) | Kazuko de Taka (1929-1989) | Kazuko de Taka (1929-1989)       | Kazuko de Taka (1929-1989)       |                                  |                                  | Takamasa Ikeda (1926-2012)       | Takamasa Ikeda (1926-2012)       | Takamasa Ikeda (1926-2012) | Takamasa Ikeda (1926-2012) | Takamasa Ikeda (1926-2012) | Takamasa Ikeda (1926-2012) |                     |                     | Atsuko de Yori (1931)                 | Atsuko de Yori (1931)                 | Atsuko de Yori (1931)                 | Atsuko de Yori (1931)                 | Atsuko de Yori (1931)                 | Atsuko de Yori (1931)                 |  |  | Akihito (empereur Heisei) (1933)            | Akihito (empereur Heisei) (1933)            | Akihito (empereur Heisei) (1933)            | Akihito (empereur Heisei) (1933)            | Akihito (empereur Heisei) (1933)            | Akihito (empereur Heisei) (1933)            |                            |                            | Michiko Shōda (1934)       | Michiko Shōda (1934)       | Michiko Shōda (1934)   | Michiko Shōda (1934)   | Michiko Shōda (1934)   | Michiko Shōda (1934)   |                       |                       | Masahito de Hitachi (1935) | Masahito de Hitachi (1935) | Masahito de Hitachi (1935) | Masahito de Hitachi (1935) | Masahito de Hitachi (1935)       | Masahito de Hitachi (1935)       |                                  |                                  | Hanako Tsugaru (1940)            | Hanako Tsugaru (1940)            | Hanako Tsugaru (1940) | Hanako Tsugaru (1940) | Hanako Tsugaru (1940)          | Hanako Tsugaru (1940)          |                                         |                                         | Hisanaga Shimazu (1934)                 | Hisanaga Shimazu (1934)                 | Hisanaga Shimazu (1934)                 | Hisanaga Shimazu (1934)                 | Hisanaga Shimazu (1934) | Hisanaga Shimazu (1934) |                                              |                                              | Takako de Suga (1939)                        | Takako de Suga (1939)                        | Takako de Suga (1939)                        | Takako de Suga (1939)                        | Takako de Suga (1939) | Takako de Suga (1939) |  |  | Tadateru Konoe (1939)             | Tadateru Konoe (1939)             | Tadateru Konoe (1939)             | Tadateru Konoe (1939)             | Tadateru Konoe (1939)             | Tadateru Konoe (1939)             |  |  | Yasuko de Mikasa (1944)     | Yasuko de Mikasa (1944)     | Yasuko de Mikasa (1944)     | Yasuko de Mikasa (1944)     | Yasuko de Mikasa (1944)     | Yasuko de Mikasa (1944)     |  |  | Tomohito de Mikasa (1946-2012) | Tomohito de Mikasa (1946-2012) | Tomohito de Mikasa (1946-2012) | Tomohito de Mikasa (1946-2012) | Tomohito de Mikasa (1946-2012) | Tomohito de Mikasa (1946-2012) |  |  | Nobuko Asō (1955)     | Nobuko Asō (1955)     | Nobuko Asō (1955)     | Nobuko Asō (1955)     | Nobuko Asō (1955)              | Nobuko Asō (1955)              |                                |                                | Yoshihito de Katsura (1948-2014) | Yoshihito de Katsura (1948-2014) | Yoshihito de Katsura (1948-2014) | Yoshihito de Katsura (1948-2014) | Yoshihito de Katsura (1948-2014) | Yoshihito de Katsura (1948-2014) |                           |                           | Masayuki Sen (1956)       | Masayuki Sen (1956)       | Masayuki Sen (1956) | Masayuki Sen (1956) | Masayuki Sen (1956)        | Masayuki Sen (1956)        |                            |                            | Masako de Mikasa (1951)    | Masako de Mikasa (1951)    | Masako de Mikasa (1951) | Masako de Mikasa (1951) | Masako de Mikasa (1951) | Masako de Mikasa (1951) |                       |                       | Norihito de Takamado (1954-2002) | Norihito de Takamado (1954-2002) | Norihito de Takamado (1954-2002) | Norihito de Takamado (1954-2002) | Norihito de Takamado (1954-2002) | Norihito de Takamado (1954-2002) |                           |                           | Hisako Tottori (1953)     | Hisako Tottori (1953)     | Hisako Tottori (1953) | Hisako Tottori (1953) | Hisako Tottori (1953) | Hisako Tottori (1953) |                   |                   |                    |                    |                    |                    |                          |                          |                          |                          |                          |                          |                    |                    |                    |                    |  |  |
|  |  |                                  |                                  |                                  |                                  |                                  |                                  |  |  |                             |                             |                             |                             |                             |                             |  |  |                             |                             |                             |                             |                             |                             |  |  |                                    |                                    |                                    |                                    |                                    |                                    |  |  |                            |                            |                            |                            |                                  |                                  |                                  |                                  |                                  |                                  |                            |                            |                            |                            |                     |                     |                                       |                                       |                                       |                                       |                                       |                                       |  |  |                                             |                                             |                                             |                                             |                                             |                                             |                            |                            |                            |                            |                        |                        |                        |                        |                       |                       |                            |                            |                            |                            |                                  |                                  |                                  |                                  |                                  |                                  |                       |                       |                                |                                |                                         |                                         |                                         |                                         |                                         |                                         |                         |                         |                                              |                                              |                                              |                                              |                                              |                                              |                       |                       |  |  |                                   |                                   |                                   |                                   |                                   |                                   |  |  |                             |                             |                             |                             |                             |                             |  |  |                                |                                |                                |                                |                                |                                |  |  |                       |                       |                       |                       |                                |                                |                                |                                |                                  |                                  |                                  |                                  |                                  |                                  |                           |                           |                           |                           |                     |                     |                            |                            |                            |                            |                            |                            |                         |                         |                         |                         |                       |                       |                                  |                                  |                                  |                                  |                                  |                                  |                           |                           |                           |                           |                       |                       |                       |                       |                   |                   |                    |                    |                    |                    |                          |                          |                          |                          |                          |                          |                    |                    |                    |                    |  |  |
|  |  |                                  |                                  |                                  |                                  |                                  |                                  |  |  |                             |                             |                             |                             |                             |                             |  |  |                             |                             |                             |                             |                             |                             |  |  |                                    |                                    |                                    |                                    |                                    |                                    |  |  |                            |                            |                            |                            |                                  |                                  |                                  |                                  |                                  |                                  |                            |                            |                            |                            |                     |                     |                                       |                                       |                                       |                                       |                                       |                                       |  |  |                                             |                                             |                                             |                                             |                                             |                                             |                            |                            |                            |                            |                        |                        |                        |                        |                       |                       |                            |                            |                            |                            |                                  |                                  |                                  |                                  |                                  |                                  |                       |                       |                                |                                |                                         |                                         |                                         |                                         |                                         |                                         |                         |                         |                                              |                                              |                                              |                                              |                                              |                                              |                       |                       |  |  |                                   |                                   |                                   |                                   |                                   |                                   |  |  |                             |                             |                             |                             |                             |                             |  |  |                                |                                |                                |                                |                                |                                |  |  |                       |                       |                       |                       |                                |                                |                                |                                |                                  |                                  |                                  |                                  |                                  |                                  |                           |                           |                           |                           |                     |                     |                            |                            |                            |                            |                            |                            |                         |                         |                         |                         |                       |                       |                                  |                                  |                                  |                                  |                                  |                                  |                           |                           |                           |                           |                       |                       |                       |                       |                   |                   |                    |                    |                    |                    |                          |                          |                          |                          |                          |                          |                    |                    |                    |                    |  |  |
|  |  |                                  |                                  |                                  |                                  |                                  |                                  |  |  |                             |                             |                             |                             |                             |                             |  |  |                             |                             |                             |                             |                             |                             |  |  |                                    |                                    |                                    |                                    |                                    |                                    |  |  |                            |                            |                            |                            | Naruhito (empereur Reiwa) (1960) | Naruhito (empereur Reiwa) (1960) | Naruhito (empereur Reiwa) (1960) | Naruhito (empereur Reiwa) (1960) | Naruhito (empereur Reiwa) (1960) | Naruhito (empereur Reiwa) (1960) |                            |                            | Masako Owada (1963)        | Masako Owada (1963)        | Masako Owada (1963) | Masako Owada (1963) | Masako Owada (1963)                   | Masako Owada (1963)                   |                                       |                                       |                                       |                                       |  |  |                                             |                                             |                                             |                                             | Fumihito d'Akishino (1965)                  | Fumihito d'Akishino (1965)                  | Fumihito d'Akishino (1965) | Fumihito d'Akishino (1965) | Fumihito d'Akishino (1965) | Fumihito d'Akishino (1965) |                        |                        | Kiko Kawashima (1966)  | Kiko Kawashima (1966)  | Kiko Kawashima (1966) | Kiko Kawashima (1966) | Kiko Kawashima (1966)      | Kiko Kawashima (1966)      |                            |                            | Yoshiki Kuroda (1965)            | Yoshiki Kuroda (1965)            | Yoshiki Kuroda (1965)            | Yoshiki Kuroda (1965)            | Yoshiki Kuroda (1965)            | Yoshiki Kuroda (1965)            |                       |                       | Sayako de Nori (1969)          | Sayako de Nori (1969)          | Sayako de Nori (1969)                   | Sayako de Nori (1969)                   | Sayako de Nori (1969)                   | Sayako de Nori (1969)                   |                                         |                                         |                         |                         |                                              |                                              |                                              |                                              |                                              |                                              |                       |                       |  |  |                                   |                                   |                                   |                                   |                                   |                                   |  |  |                             |                             |                             |                             |                             |                             |  |  | Akiko de Mikasa (1981)         | Akiko de Mikasa (1981)         | Akiko de Mikasa (1981)         | Akiko de Mikasa (1981)         | Akiko de Mikasa (1981)         | Akiko de Mikasa (1981)         |  |  | Yōko de Mikasa (1983) | Yōko de Mikasa (1983) | Yōko de Mikasa (1983) | Yōko de Mikasa (1983) | Yōko de Mikasa (1983)          | Yōko de Mikasa (1983)          |                                |                                |                                  |                                  |                                  |                                  |                                  |                                  |                           |                           |                           |                           |                     |                     | Tsuguko de Takamado (1986) | Tsuguko de Takamado (1986) | Tsuguko de Takamado (1986) | Tsuguko de Takamado (1986) | Tsuguko de Takamado (1986) | Tsuguko de Takamado (1986) |                         |                         | Kunimaro Senge (1973)   | Kunimaro Senge (1973)   | Kunimaro Senge (1973) | Kunimaro Senge (1973) | Kunimaro Senge (1973)            | Kunimaro Senge (1973)            |                                  |                                  | Noriko de Takamado (1988)        | Noriko de Takamado (1988)        | Noriko de Takamado (1988) | Noriko de Takamado (1988) | Noriko de Takamado (1988) | Noriko de Takamado (1988) |                       |                       | Kei Moriya (1986)     | Kei Moriya (1986)     | Kei Moriya (1986) | Kei Moriya (1986) | Kei Moriya (1986)  | Kei Moriya (1986)  |                    |                    | Ayako de Takamado (1990) | Ayako de Takamado (1990) | Ayako de Takamado (1990) | Ayako de Takamado (1990) | Ayako de Takamado (1990) | Ayako de Takamado (1990) |                    |                    |                    |                    |  |  |
|  |  |                                  |                                  |                                  |                                  |                                  |                                  |  |  |                             |                             |                             |                             |                             |                             |  |  |                             |                             |                             |                             |                             |                             |  |  |                                    |                                    |                                    |                                    |                                    |                                    |  |  |                            |                            |                            |                            | Naruhito (empereur Reiwa) (1960) | Naruhito (empereur Reiwa) (1960) | Naruhito (empereur Reiwa) (1960) | Naruhito (empereur Reiwa) (1960) | Naruhito (empereur Reiwa) (1960) | Naruhito (empereur Reiwa) (1960) |                            |                            | Masako Owada (1963)        | Masako Owada (1963)        | Masako Owada (1963) | Masako Owada (1963) | Masako Owada (1963)                   | Masako Owada (1963)                   |                                       |                                       |                                       |                                       |  |  |                                             |                                             |                                             |                                             | Fumihito d'Akishino (1965)                  | Fumihito d'Akishino (1965)                  | Fumihito d'Akishino (1965) | Fumihito d'Akishino (1965) | Fumihito d'Akishino (1965) | Fumihito d'Akishino (1965) |                        |                        | Kiko Kawashima (1966)  | Kiko Kawashima (1966)  | Kiko Kawashima (1966) | Kiko Kawashima (1966) | Kiko Kawashima (1966)      | Kiko Kawashima (1966)      |                            |                            | Yoshiki Kuroda (1965)            | Yoshiki Kuroda (1965)            | Yoshiki Kuroda (1965)            | Yoshiki Kuroda (1965)            | Yoshiki Kuroda (1965)            | Yoshiki Kuroda (1965)            |                       |                       | Sayako de Nori (1969)          | Sayako de Nori (1969)          | Sayako de Nori (1969)                   | Sayako de Nori (1969)                   | Sayako de Nori (1969)                   | Sayako de Nori (1969)                   |                                         |                                         |                         |                         |                                              |                                              |                                              |                                              |                                              |                                              |                       |                       |  |  |                                   |                                   |                                   |                                   |                                   |                                   |  |  |                             |                             |                             |                             |                             |                             |  |  | Akiko de Mikasa (1981)         | Akiko de Mikasa (1981)         | Akiko de Mikasa (1981)         | Akiko de Mikasa (1981)         | Akiko de Mikasa (1981)         | Akiko de Mikasa (1981)         |  |  | Yōko de Mikasa (1983) | Yōko de Mikasa (1983) | Yōko de Mikasa (1983) | Yōko de Mikasa (1983) | Yōko de Mikasa (1983)          | Yōko de Mikasa (1983)          |                                |                                |                                  |                                  |                                  |                                  |                                  |                                  |                           |                           |                           |                           |                     |                     | Tsuguko de Takamado (1986) | Tsuguko de Takamado (1986) | Tsuguko de Takamado (1986) | Tsuguko de Takamado (1986) | Tsuguko de Takamado (1986) | Tsuguko de Takamado (1986) |                         |                         | Kunimaro Senge (1973)   | Kunimaro Senge (1973)   | Kunimaro Senge (1973) | Kunimaro Senge (1973) | Kunimaro Senge (1973)            | Kunimaro Senge (1973)            |                                  |                                  | Noriko de Takamado (1988)        | Noriko de Takamado (1988)        | Noriko de Takamado (1988) | Noriko de Takamado (1988) | Noriko de Takamado (1988) | Noriko de Takamado (1988) |                       |                       | Kei Moriya (1986)     | Kei Moriya (1986)     | Kei Moriya (1986) | Kei Moriya (1986) | Kei Moriya (1986)  | Kei Moriya (1986)  |                    |                    | Ayako de Takamado (1990) | Ayako de Takamado (1990) | Ayako de Takamado (1990) | Ayako de Takamado (1990) | Ayako de Takamado (1990) | Ayako de Takamado (1990) |                    |                    |                    |                    |  |  |
|  |  |                                  |                                  |                                  |                                  |                                  |                                  |  |  |                             |                             |                             |                             |                             |                             |  |  |                             |                             |                             |                             |                             |                             |  |  |                                    |                                    |                                    |                                    |                                    |                                    |  |  |                            |                            |                            |                            |                                  |                                  |                                  |                                  |                                  |                                  |                            |                            |                            |                            |                     |                     |                                       |                                       |                                       |                                       |                                       |                                       |  |  |                                             |                                             |                                             |                                             |                                             |                                             |                            |                            |                            |                            |                        |                        |                        |                        |                       |                       |                            |                            |                            |                            |                                  |                                  |                                  |                                  |                                  |                                  |                       |                       |                                |                                |                                         |                                         |                                         |                                         |                                         |                                         |                         |                         |                                              |                                              |                                              |                                              |                                              |                                              |                       |                       |  |  |                                   |                                   |                                   |                                   |                                   |                                   |  |  |                             |                             |                             |                             |                             |                             |  |  |                                |                                |                                |                                |                                |                                |  |  |                       |                       |                       |                       |                                |                                |                                |                                |                                  |                                  |                                  |                                  |                                  |                                  |                           |                           |                           |                           |                     |                     |                            |                            |                            |                            |                            |                            |                         |                         |                         |                         |                       |                       |                                  |                                  |                                  |                                  |                                  |                                  |                           |                           |                           |                           |                       |                       |                       |                       |                   |                   |                    |                    |                    |                    |                          |                          |                          |                          |                          |                          |                    |                    |                    |                    |  |  |
|  |  |                                  |                                  |                                  |                                  |                                  |                                  |  |  |                             |                             |                             |                             |                             |                             |  |  |                             |                             |                             |                             |                             |                             |  |  |                                    |                                    |                                    |                                    |                                    |                                    |  |  |                            |                            |                            |                            |                                  |                                  |                                  |                                  |                                  |                                  |                            |                            |                            |                            |                     |                     |                                       |                                       |                                       |                                       |                                       |                                       |  |  |                                             |                                             |                                             |                                             |                                             |                                             |                            |                            |                            |                            |                        |                        |                        |                        |                       |                       |                            |                            |                            |                            |                                  |                                  |                                  |                                  |                                  |                                  |                       |                       |                                |                                |                                         |                                         |                                         |                                         |                                         |                                         |                         |                         |                                              |                                              |                                              |                                              |                                              |                                              |                       |                       |  |  |                                   |                                   |                                   |                                   |                                   |                                   |  |  |                             |                             |                             |                             |                             |                             |  |  |                                |                                |                                |                                |                                |                                |  |  |                       |                       |                       |                       |                                |                                |                                |                                |                                  |                                  |                                  |                                  |                                  |                                  |                           |                           |                           |                           |                     |                     |                            |                            |                            |                            |                            |                            |                         |                         |                         |                         |                       |                       |                                  |                                  |                                  |                                  |                                  |                                  |                           |                           |                           |                           |                       |                       |                       |                       |                   |                   |                    |                    |                    |                    |                          |                          |                          |                          |                          |                          |                    |                    |                    |                    |  |  |
|  |  |                                  |                                  |                                  |                                  |                                  |                                  |  |  |                             |                             |                             |                             |                             |                             |  |  |                             |                             |                             |                             |                             |                             |  |  |                                    |                                    |                                    |                                    |                                    |                                    |  |  |                            |                            |                            |                            |                                  |                                  |                                  |                                  | Aiko de Toshi (2001)             | Aiko de Toshi (2001)             | Aiko de Toshi (2001)       | Aiko de Toshi (2001)       | Aiko de Toshi (2001)       | Aiko de Toshi (2001)       |                     |                     | Kei Komuro (1991)                     | Kei Komuro (1991)                     | Kei Komuro (1991)                     | Kei Komuro (1991)                     | Kei Komuro (1991)                     | Kei Komuro (1991)                     |  |  | Mako d'Akishino (1991)                      | Mako d'Akishino (1991)                      | Mako d'Akishino (1991)                      | Mako d'Akishino (1991)                      | Mako d'Akishino (1991)                      | Mako d'Akishino (1991)                      |                            |                            | Kako d'Akishino (1994)     | Kako d'Akishino (1994)     | Kako d'Akishino (1994) | Kako d'Akishino (1994) | Kako d'Akishino (1994) | Kako d'Akishino (1994) |                       |                       | Hisahito d'Akishino (2006) | Hisahito d'Akishino (2006) | Hisahito d'Akishino (2006) | Hisahito d'Akishino (2006) | Hisahito d'Akishino (2006)       | Hisahito d'Akishino (2006)       |                                  |                                  |                                  |                                  |                       |                       |                                |                                |                                         |                                         |                                         |                                         |                                         |                                         |                         |                         |                                              |                                              |                                              |                                              |                                              |                                              |                       |                       |  |  |                                   |                                   |                                   |                                   |                                   |                                   |  |  |                             |                             |                             |                             |                             |                             |  |  |                                |                                |                                |                                |                                |                                |  |  |                       |                       |                       |                       |                                |                                |                                |                                |                                  |                                  |                                  |                                  |                                  |                                  |                           |                           |                           |                           |                     |                     |                            |                            |                            |                            |                            |                            |                         |                         |                         |                         |                       |                       |                                  |                                  |                                  |                                  |                                  |                                  |                           |                           | Jō Moriya (2019)          | Jō Moriya (2019)          | Jō Moriya (2019)      | Jō Moriya (2019)      | Jō Moriya (2019)      | Jō Moriya (2019)      |                   |                   | fils Moriya (2022) | fils Moriya (2022) | fils Moriya (2022) | fils Moriya (2022) | fils Moriya (2022)       | fils Moriya (2022)       |                          |                          | fils Moriya (2024)       | fils Moriya (2024)       | fils Moriya (2024) | fils Moriya (2024) | fils Moriya (2024) | fils Moriya (2024) |  |  |
|  |  |                                  |                                  |                                  |                                  |                                  |                                  |  |  |                             |                             |                             |                             |                             |                             |  |  |                             |                             |                             |                             |                             |                             |  |  |                                    |                                    |                                    |                                    |                                    |                                    |  |  |                            |                            |                            |                            |                                  |                                  |                                  |                                  | Aiko de Toshi (2001)             | Aiko de Toshi (2001)             | Aiko de Toshi (2001)       | Aiko de Toshi (2001)       | Aiko de Toshi (2001)       | Aiko de Toshi (2001)       |                     |                     | Kei Komuro (1991)                     | Kei Komuro (1991)                     | Kei Komuro (1991)                     | Kei Komuro (1991)                     | Kei Komuro (1991)                     | Kei Komuro (1991)                     |  |  | Mako d'Akishino (1991)                      | Mako d'Akishino (1991)                      | Mako d'Akishino (1991)                      | Mako d'Akishino (1991)                      | Mako d'Akishino (1991)                      | Mako d'Akishino (1991)                      |                            |                            | Kako d'Akishino (1994)     | Kako d'Akishino (1994)     | Kako d'Akishino (1994) | Kako d'Akishino (1994) | Kako d'Akishino (1994) | Kako d'Akishino (1994) |                       |                       | Hisahito d'Akishino (2006) | Hisahito d'Akishino (2006) | Hisahito d'Akishino (2006) | Hisahito d'Akishino (2006) | Hisahito d'Akishino (2006)       | Hisahito d'Akishino (2006)       |                                  |                                  |                                  |                                  |                       |                       |                                |                                |                                         |                                         |                                         |                                         |                                         |                                         |                         |                         |                                              |                                              |                                              |                                              |                                              |                                              |                       |                       |  |  |                                   |                                   |                                   |                                   |                                   |                                   |  |  |                             |                             |                             |                             |                             |                             |  |  |                                |                                |                                |                                |                                |                                |  |  |                       |                       |                       |                       |                                |                                |                                |                                |                                  |                                  |                                  |                                  |                                  |                                  |                           |                           |                           |                           |                     |                     |                            |                            |                            |                            |                            |                            |                         |                         |                         |                         |                       |                       |                                  |                                  |                                  |                                  |                                  |                                  |                           |                           | Jō Moriya (2019)          | Jō Moriya (2019)          | Jō Moriya (2019)      | Jō Moriya (2019)      | Jō Moriya (2019)      | Jō Moriya (2019)      |                   |                   | fils Moriya (2022) | fils Moriya (2022) | fils Moriya (2022) | fils Moriya (2022) | fils Moriya (2022)       | fils Moriya (2022)       |                          |                          | fils Moriya (2024)       | fils Moriya (2024)       | fils Moriya (2024) | fils Moriya (2024) | fils Moriya (2024) | fils Moriya (2024) |  |  |
|  |  |                                  |                                  |                                  |                                  |                                  |                                  |  |  |                             |                             |                             |                             |                             |                             |  |  |                             |                             |                             |                             |                             |                             |  |  |                                    |                                    |                                    |                                    |                                    |                                    |  |  |                            |                            |                            |                            |                                  |                                  |                                  |                                  |                                  |                                  |                            |                            |                            |                            |                     |                     |                                       |                                       |                                       |                                       |                                       |                                       |  |  |                                             |                                             |                                             |                                             |                                             |                                             |                            |                            |                            |                            |                        |                        |                        |                        |                       |                       |                            |                            |                            |                            |                                  |                                  |                                  |                                  |                                  |                                  |                       |                       |                                |                                |                                         |                                         |                                         |                                         |                                         |                                         |                         |                         |                                              |                                              |                                              |                                              |                                              |                                              |                       |                       |  |  |                                   |                                   |                                   |                                   |                                   |                                   |  |  |                             |                             |                             |                             |                             |                             |  |  |                                |                                |                                |                                |                                |                                |  |  |                       |                       |                       |                       |                                |                                |                                |                                |                                  |                                  |                                  |                                  |                                  |                                  |                           |                           |                           |                           |                     |                     |                            |                            |                            |                            |                            |                            |                         |                         |                         |                         |                       |                       |                                  |                                  |                                  |                                  |                                  |                                  |                           |                           |                           |                           |                       |                       |                       |                       |                   |                   |                    |                    |                    |                    |                          |                          |                          |                          |                          |                          |                    |                    |                    |                    |  |  |
|  |  |                                  |                                  |                                  |                                  |                                  |                                  |  |  |                             |                             |                             |                             |                             |                             |  |  |                             |                             |                             |                             |                             |                             |  |  |                                    |                                    |                                    |                                    |                                    |                                    |  |  |                            |                            |                            |                            |                                  |                                  |                                  |                                  |                                  |                                  |                            |                            |                            |                            |                     |                     |                                       |                                       |                                       |                                       | enfant Komuro (2025)                  |                                       |  |  |                                             |                                             |                                             |                                             |                                             |                                             |                            |                            |                            |                            |                        |                        |                        |                        |                       |                       |                            |                            |                            |                            |                                  |                                  |                                  |                                  |                                  |                                  |                       |                       |                                |                                |                                         |                                         |                                         |                                         |                                         |                                         |                         |                         |                                              |                                              |                                              |                                              |                                              |                                              |                       |                       |  |  |                                   |                                   |                                   |                                   |                                   |                                   |  |  |                             |                             |                             |                             |                             |                             |  |  |                                |                                |                                |                                |                                |                                |  |  |                       |                       |                       |                       |                                |                                |                                |                                |                                  |                                  |                                  |                                  |                                  |                                  |                           |                           |                           |                           |                     |                     |                            |                            |                            |                            |                            |                            |                         |                         |                         |                         |                       |                       |                                  |                                  |                                  |                                  |                                  |                                  |                           |                           |                           |                           |                       |                       |                       |                       |                   |                   |                    |                    |                    |                    |                          |                          |                          |                          |                          |                          |                    |                    |                    |                    |  |  |

### Ordre de succession au trône du chrysanthème
La succession au trône du chrysanthème est limitée aux seuls membres masculins de la famille impériale, hors l'empereur du Japon. Elle ne comprend donc actuellement que trois membres qui sont, dans l'ordre : 
1. S.A.I. le prince impérial Fumihito d'Akishino, né en 1965, frère cadet de l'empereur actuel.
2. S.A.I. le prince impérial Hisahito d'Akishino, né en 2006, troisième enfant et seul fils du prince Fumihito d'Akishino, pour l'instant unique petit-fils de l'empereur émérite Akihito et seul neveu de l'empereur actuel.
3. S.A.I. le prince impérial Masahito de Hitachi, né en 1935, oncle de l'empereur actuel.

Parmi cette succession, le prince Hisahito d'Akishino, né en 2006, est le seul membre à avoir moins de 50 ans.

### Crise de succession et projet de réforme
Théoriquement, en l'état actuel de la loi, la maison impériale devrait s'éteindre à la mort de son dernier héritier masculin. Celle-ci a donc connu ces dernières années une crise majeure, partiellement résolue par la naissance du prince Hisahito d'Akishino en 2006, puisqu'aucun garçon n'est né en son sein pendant une période de quarante ans (entre 1965 et 2006).
Or, parmi les membres actuels masculins de la Maison impériale, seuls l'empereur Naruhito et le prince héritier Fumihito d'Akishino sont encore potentiellement en âge d'avoir d'autres enfants et donc d'espérer donner à la couronne un nouvel héritier. De plus, seul le prince Fumihito d'Akishino et son épouse ont pour l'instant rempli cet impératif avec la naissance du prince Hisahito. En effet, le prince de Hitachi et son épouse n'ont jamais eu d'enfant et ont aujourd'hui dépassé théoriquement l'âge d'en avoir. De même, le prince Takahito de Mikasa, doyen de la famille impériale, est décédé en 2016 à 100 ans, et ses trois fils sont décédés. L'aîné, le prince Tomohito de Mikasa, mort en 2012, et son épouse ont eu deux filles nées dans les années 1980 ; le deuxième, le prince Yoshihito de Katsura est mort en 2014 et ne s'est jamais marié, enfin le dernier fils du prince Mikasa, le prince Norihito de Takamado, est décédé en 2002 et a eu avec son épouse trois filles. Ainsi, le prince Hisahito d'Akishino représente à lui seul tous les espoirs de la maison impériale.
Le gouvernement a ainsi, entre 2005 et 2006, réfléchi à une série de solutions pour régler ce problème de succession : 
- Le 24 janvier 2005, le gouvernement japonais de Jun'ichirō Koizumi propose de remettre au goût du jour une vieille tradition japonaise interdite par la loi de 1947, à savoir la possibilité pour le prince et la princesse héritiers d'adopter un fils issu d'une maison cadette de la famille impériale, soit à cette époque (le prince Hisahito n'étant pas encore né), un garçon né dans une ancienne branche impériale déchue de ses droits après 1947.
- Le 25 octobre 2005, un panel d'experts réuni à la demande du Premier ministre appelle dans son rapport à une révision pure et simple de la loi de succession impériale pour y introduire le principe de primogéniture absolue.
- De novembre 2005 à février 2006, plusieurs médias nationaux et internationaux font échos des recommandations du prince Tomohito de Mikasa, cousin germain de l'empereur Akihito, connu pour ses positions traditionalistes. Celui-ci, dans les colonnes du magazine mensuel Bungei Shuju appartenant à une association caritative dont il est président, s'est opposé à la suppression de la primogéniture masculine et a proposé à la place plusieurs solutions à la crise de succession : outre la reprise de la proposition de l'adoption d'un enfant issu d'une branche cadette, il appelle également à la réintégration dans la famille impériale des vieilles familles déchues en 1947 et, solution la plus fracassante, envisage même l'éventualité de recourir à nouveau à l'ancien système des concubines[4],[5].
- Le 20 janvier 2006, le Premier ministre Jun'ichirō Koizumi annonce, dans son discours annuel de politique générale, qu'il a prévu de présenter un projet de loi à la Diète du Japon permettant aux femmes d'accéder au trône du chrysanthème, dans la droite ligne des conclusions énoncées par le panel d'expert fin 2005, sans pour autant préciser le contenu de ce projet de loi ni de calendrier précis quant à sa préparation[6].
- Le 1er février, une nouvelle controverse est lancée lorsque Takeo Hiranuma, ancien ministre de l'Économie, du Commerce et de l'Industrie de Koizumi limogé par ce dernier en 2005 en raison de son opposition au projet de privatisation de la poste, organise un meeting, où se sont rendus 40 parlementaires, contre le projet de loi de réforme de la succession japonaise. En effet, il dit craindre alors que si, la réforme est mise en place et que donc la princesse Aiko devienne un jour impératrice, elle épouse plus tard un étranger « aux yeux bleus »[7].
- Le 6 février, à l'annonce de la grossesse de la princesse d'Akishino, le gouvernement décide finalement que l'éventuel projet de loi de réforme ne sera présenté qu'au cours de la session parlementaire de 2006[8]. Le 6 septembre suivant, la princesse Kiko accouche d'un garçon, appelé Hisahito, le premier fils né dans la famille impériale depuis son père en 1965 et donc désormais 3e dans l'ordre de succession au trône.
- En janvier 2007, le nouveau Premier ministre, Shinzō Abe, annonce qu'il abandonne l'idée de la révision de la loi de succession[9]. Toutefois, le principe n'est pas encore totalement écarté. Le professeur de droit constitutionnel, Kōichi Yokota, l'un des principaux partisans de la réforme successorale, prévient ainsi qu'« il n'y a aucune garantie de continuité pour la famille impériale tant que des règles souples de succession n'auront pas été adoptées ». De plus, une majorité de l'opinion reste largement favorable à cette révision et ainsi à l'avènement futur d'une impératrice. C'est ainsi que, au cours de la campagne pour l'élection du président du PLD et ainsi pour la désignation d'un successeur à Abe, le candidat favori, à savoir Yasuo Fukuda qui depuis lors est devenu Premier ministre, fait savoir qu'il est favorable à l'introduction des femmes de la famille impériale dans l'ordre de succession au trône[10].

Au cas où la loi de la maison impériale serait réformée, l'ordre de succession serait alors le suivant : 
1. S.A.I. la princesse impériale Aiko de Toshi, née en 2001, fille unique de l'empereur actuel.
2. S.A.I. le prince impérial Fumihito d'Akishino, né en 1965, frère cadet de l'empereur actuel.
3. S.A.I. la princesse impériale Kako d'Akishino, née en 1994, deuxième enfant et deuxième fille du prince Fumihito d'Akishino.
4. S.A.I. le prince impérial Hisahito d'Akishino, né en 2006, troisième enfant et premier fils du prince Fumihito d'Akishino, pour l'instant unique petit-fils de l'empereur émérite Akihito.
5. S.A.I. la princesse impériale Sayako de Nori, née en 1969, troisième enfant de l'empereur émérite Akihito et unique sœur de l'empereur actuel, elle a quitté la Maison impériale en 2005 après son mariage avec Yoshiki Kuroda. Elle pourrait néanmoins redevenir princesse à la faveur d'une réforme de la loi de succession.
6. S.A.I. le prince impérial Masahito de Hitachi, né en 1935, oncle de l'empereur actuel.
7. S.A.I. la princesse Akiko de Mikasa, née en 1981, fille aînée du défunt prince Tomohito de Mikasa, petite-fille du prince Takahito de Mikasa et arrière-petite-fille de l'empereur défunt Taishō.
8. S.A.I. la princesse Yōko de Mikasa, née en 1983, fille cadette du défunt prince Tomohito de Mikasa, petite-fille du prince Takahito de Mikasa et arrière-petite-fille de l'empereur défunt Taishō.
9. S.A.I. la princesse Tsuguko de Takamado, née en 1986, fille aînée du défunt prince Norihito de Takamado, petite-fille du prince Takahito de Mikasa et arrière-petite-fille de l'empereur défunt Taishō.
10. S.A.I. la princesse Noriko Takamado, née en 1988, seconde fille du défunt prince  Norihito de Takamado, petite-fille du prince Takahito de Mikasa et arrière-petite-fille de l'empereur défunt Taishō.
11. S.A.I. la princesse Ayako Takamado, née en 1990, troisième et dernière fille du défunt prince Norihito de Takamado, petite-fille du prince Takahito de Mikasa et arrière-petite-fille de l'empereur défunt Taishō.

### Anciens membres de la famille impériale encore en vie
De par la loi de 1947, les princesses impériales et princesses quittent la famille impériale lorsqu'elles se marient, sauf si elles épousent un membre de la famille impériale. Ce fut le cas pour trois des cinq filles de l'ancien empereur Shōwa, sœurs de l'actuel empereur émérite et tantes de l'actuel empereur qui se marièrent après 1947 (et dont deux sont encore vivantes), pour les deux filles du prince Takahito de Mikasa et pour l'unique sœur de l'empereur actuel, Sayako. Jusqu'à présent, toutes furent la fille ou la petite-fille d'un empereur et donc portaient le titre de princesses impériales. La fille aînée de l'empereur Shōwa, la princesse Shigeko, décédée en 1961, est la dernière princesse impériale à être restée un temps membre de la famille impériale après son mariage : elle a épousé en effet en 1943, donc avant la loi de 1947, le prince Morihiro d'Higashikuni, lui-même issu d'une des 10 Ōke (王家), ou branche princière mineure de la famille impériale, qui furent déchus de leur droit en 1947.
Les anciennes princesses impériales encore vivantes et qui ont quitté la famille souveraine sont :
- Atsuko Ikeda (池田 厚子, Ikeda Atsuko?), née Son Altesse Impériale la princesse impériale Atsuko de Yori en 1931, elle est la quatrième fille et quatrième enfant du défunt empereur Shōwa et de la défunte impératrice Kōjun, la sœur aînée de l'empereur Akihito et la tante de l'empereur actuel. Elle a épousé en 1952 Takamasa Ikeda, fils de l'ancien marquis Nobumasa Ikeda, et c'est alors qu'elle a quitté la famille impériale pour devenir simplement Mme Atsuko Ikeda. Les Ikeda n'ont pas eu d'enfants.
- Takako Shimazu (島津 貴子, Shimazu Takako?), née Son Altesse Impériale la princesse impériale Takako de Suga en 1939, elle est la cinquième et dernière fille ainsi que le septième et dernier enfant du défunt empereur Shōwa et de la défunte impératrice Kōjun, la sœur cadette de l'empereur Akihito et la tante de l'empereur actuel. Elle a quitté la famille impériale en 1960 lorsqu'elle a épousé Hisanaga Shimazu, fils de l'ancien comte Hisanori Shimazu. Le couple a eu un fils, Yorihisa Shimazu, né en 1962.
- Yasuko Konoe (近衛 甯子, Konoe Yasuko?), née Son Altesse Impériale la princesse impériale Yasuko de Mikasa en 1944, elle est la fille aînée et le premier enfant du prince Takahito de Mikasa et donc la cousine germaine de l'empereur Akihito. Elle a quitté la famille impériale en 1966 lorsqu'elle a épousé Tadateru Konoe, fils de l'ancien marquis Morisada Hosokawa et donc frère cadet du Premier ministre Morihiro Hosokawa, qui fut adopté et fait héritier par son grand-père l'ancien prince Fumimaro Konoe qui fut lui-même Premier ministre à la fin des années 1930 et au début des années 1940. Les Konoe ont eu un fils, Tadahiro Konoe, né en 1970.
- Masako Sen (千 容子, Sen Masako?), née Son Altesse Impériale la princesse impériale Masako de Mikasa en 1951, elle est la seconde et dernière fille et le quatrième enfant du prince Takahito de Mikasa et donc la cousine germaine de l'empereur Akihito. Elle a quitté la famille impériale en 1983 lorsqu'elle a épousé Masayuki Sen, actuellement le 16e grand-maître héréditaire (iemato) de la prestigieuse école traditionnelle de Cérémonie du Thé Urasenke. Les Sen ont eu trois enfants dont deux fils, Akifumi (né en 1984) et Takafumi (né en 1990), et une fille, Makiko (née en 1987).
- Sayako Kuroda (黒田 清子, Kuroda Sayako?), née Son Altesse Impériale la princesse impériale Sayako de Nori en 1969, elle est la seule fille et dernier enfant de l'empereur Akihito et de l'impératrice Michiko actuels, et donc l'unique sœur de l'actuel empereur. Elle est sortie de la famille impériale, en 2005, à la suite de son mariage avec l'urbaniste Yoshiki Kuroda. Elle est la première princesse impériale à épouser un roturier. Les Kuroda n'ont eu pour l'instant aucun enfant.
- Noriko Senge (千家 典子, Senge Noriko?), née Son Altesse Impériale la princesse Noriko de Takamado  en 1988, elle est la seconde fille du prince Norihito de Takamado et de sa femme la princesse impériale consort Norihito de Takamado. Elle a quitté la Maison impériale en épousant en 2014 Kunimaro Senge, kannushi du Izumo-taisha. Le couple n'a pas eu encore d'enfant.
- Ayako Moriya (守谷 絢子, Moriya Ayako?), née Son Altesse Impériale la princesse Ayako de Takamado en 1990, elle est la troisième fille du prince Norihito de Takamado et de sa femme la princesse impériale consort Norihito de Takamado. Elle quitte la famille impériale en 2018, en se mariant avec l'homme d'affaires Kei Moriya, cadre de l'entreprise de transport maritime Nippon Yusen Kaisha.
- Mako Komuro (小室眞子, Komuro Mako?), née Son Altesse Impériale la princesse impériale Mako d'Akishino en 1991, première enfant du prince Fumihito d'Akishino et aînée des petits-enfants de l'empereur émérite Akihito. Elle est la dernière princesse en date à quitter la famille impériale en 2021, en se mariant avec Kei Komuro.

À cela il faut ajouter les membres des 10 branches cadettes de la famille impériale qui ont été déchus en 1947, à savoir :
- les deux Shinnōke (親王家?), ou maisons des princes impériaux, encore existantes. Il s'agissait, depuis l'ère Meiji, des branches majeures de la famille impériale dont les chefs avaient la prérogative de porter le titre de prince impérial (親王, Shinnō?) et dont les membres étaient éligibles au trône du Chrysanthème (initialement et traditionnellement, ces grandes maisons étaient au nombre de quatre mais deux d'entre elles se sont éteintes à la fin du XIXe siècle). Les deux Shinnōke qui furent alors déchues étaient : 
  - la maison de Fushimi (伏見宮家, Fushimi-no-miya ke?), la plus ancienne des Shinnōke fondée au XIVe siècle. Le dernier prince de cette maison fut Hiroaki de Fushimi, aujourd'hui connu comme Hiroaki Fushimi, toujours vivant et né en 1932, devenu prince en 1946 à la mort de son grand-père, Hiroyasu de Fushimi, et déchu dès l'année suivante.
  - la maison de Kan'in (閑院宮家, Kan'in-no-miya ke?), la plus jeune des Shinnōke fondée au XVIIIe siècle. Le dernier prince de cette maison est Kan'in Haruhito, devenu prince à la mort de son père le prince maréchal Kotohito Kan'in en 1945 et déchu en 1947. Né en 1902, il est mort en 1988.
  - Les noms des deux autres Shinnōke ayant disparu à la fin du XIXe siècle ont par la suite, et cela même après 1947, réapparu comme noms donnés aux maisons cadettes fondées par des descendants de l'empereur Taishō. Il s'agit de la maison de Katsura (桂宮家, Katsura-no-miya ke?), disparue en 1881 mais donnée en titre à partir de 1988 au prince Yoshihito de Katsura, second fils du prince Takahito de Mikasa. L'autre, la maison de Takamatsu (高松宮家, Kan'in-no-miya ke?), rebaptisée au XVIIe siècle maison d'Arisugawa (有栖川宮家, Arisugawa-no-miya ke?), avait techniquement disparue en 1913 mais le titre de prince de Takamatsu fut alors ressuscité et donné alors au troisième fils de l'empereur Taishō, le prince impérial Nobuhito, né en 1905 et mort en 1987 sans descendance.
- les 8 Ōke (王家?), littéralement « maisons princières », branches mineures de la famille impériale dont les membres, tout en faisant partie de la famille souveraine et portant ainsi le titre de « prince » (王, Ō?) ou « princesse », ne pouvaient prétendre au titre impérial. À l'origine, elles étaient 10, mais deux d'entre elles, les Kachō et les Higashifushimi, ont vu leurs titulaires mourir sans descendance dans les années 1920. L'empereur a alors décidé de faire perdurer le nom, mais en les faisant sortir de la famille impériale et en les rétrogradant ainsi au sein de la simple aristocratie qui fut elle aussi supprimée en 1947. Les 8 Ōke déchues en 1947, étaient alors :
  - la Maison de Nashimoto (梨本宮家, Nashimoto-no-miya ke?), la plus ancienne des Ōke car fondée en 1819 comme branche cadette alors de la maison de Fushimi, le dernier prince fut Morimasa de Nashimoto (1874-1951, prince 1885-1947).
  - la Maison de Kuni (久邇宮家, Kuni-no-miya ke?), elle aussi branche cadette de la maison de Fushimi, son dernier prince fut Asaakira Kuni (1901-1959; prince 1929-1947), frère aîné de l'impératrice Kōjun et donc beau-frère de l'empereur Shōwa, oncle maternel de l'empereur Akihito et grand-oncle de l'empereur actuel.
  - la Maison de Yamashina (山階宮家, Yamashina-no-miya-ke?), encore une fois branche cadette de la maison de Fushimi. Son dernier prince fut Takehiko Yamashina (1898-1987 ; Prince 1908-1947).
  - la Maison de Kitashirakawa (北白川宮家, Kitashirakawa-no-miya ke?), branche cadette de la maison de Fushimi. Son dernier prince fut Michihisa de Kitashirakawa (né en 1937, prince 1940-1947), connu aujourd'hui comme Michihisa Kitashirakawa.
  - la Maison de Kaya (賀陽宮家, Kaya-no-miya ke?), branche cadette de la maison princière de Kuni. Le dernier prince de cette maison fut Tsunenori de Kaya (1900-1978 ; prince 1909-1947).
  - la Maison d'Asaka (朝香宮家, Asaka-no-miya ke?), branche cadette de la maison princière de Kuni. Cette maison n'a connu alors qu'un seul prince à sa tête, à savoir Yasuhiko d'Asaka, époux de la princesse Nobuko de Fumi (fille de l'empereur Meiji), oncle de l'impératrice Kōjun et demi-frère du prince Naruhiko Higashikuni (1887-1981 ; prince 1906-1947).
  - la Maison d'Higashikuni (東久邇宮家, Higashikuni-no-miya ke?), branche cadette de la maison princière de Kuni. Elle aussi n'a connu qu'un seul prince à sa tête, à savoir Naruhiko Higashikuni (1887-1990 ; prince 1906-1947), oncle de l'impératrice Kōjun et demi-frère du prince Yasuhiko Asaka. Son fils, titré lui aussi prince Morihiro d'Higashikuni puis, à partir de 1947, Morihiro Higashikuni (1916-1969), a épousé la fille aînée de l'empereur Shōwa, la princesse impériale Shigeko de Teru, et était donc le beau-frère de l'empereur Akihito et l'oncle par alliance de l'empereur actuel.
  - la Maison de Takeda (竹田宮家, Takeda-no-miya ke?), branche cadette de la maison princière de Kitashirakawa. Son dernier prince fut Tsuneyoshi Takeda (1909-1992 ; prince 1919-1947).

Les membres des anciennes branches collatérales sont restés en contact via un groupe appelé Kikuei Shinbokukai (菊栄親睦会), fondé pour promouvoir l'amitié. Les anciens membres se retrouvent de plus lors d'événements tels que les anniversaires (ou funérailles) de l'empereur, ou les cérémonies du Nouvel An.

## Prérogatives, activités, biens et résidences

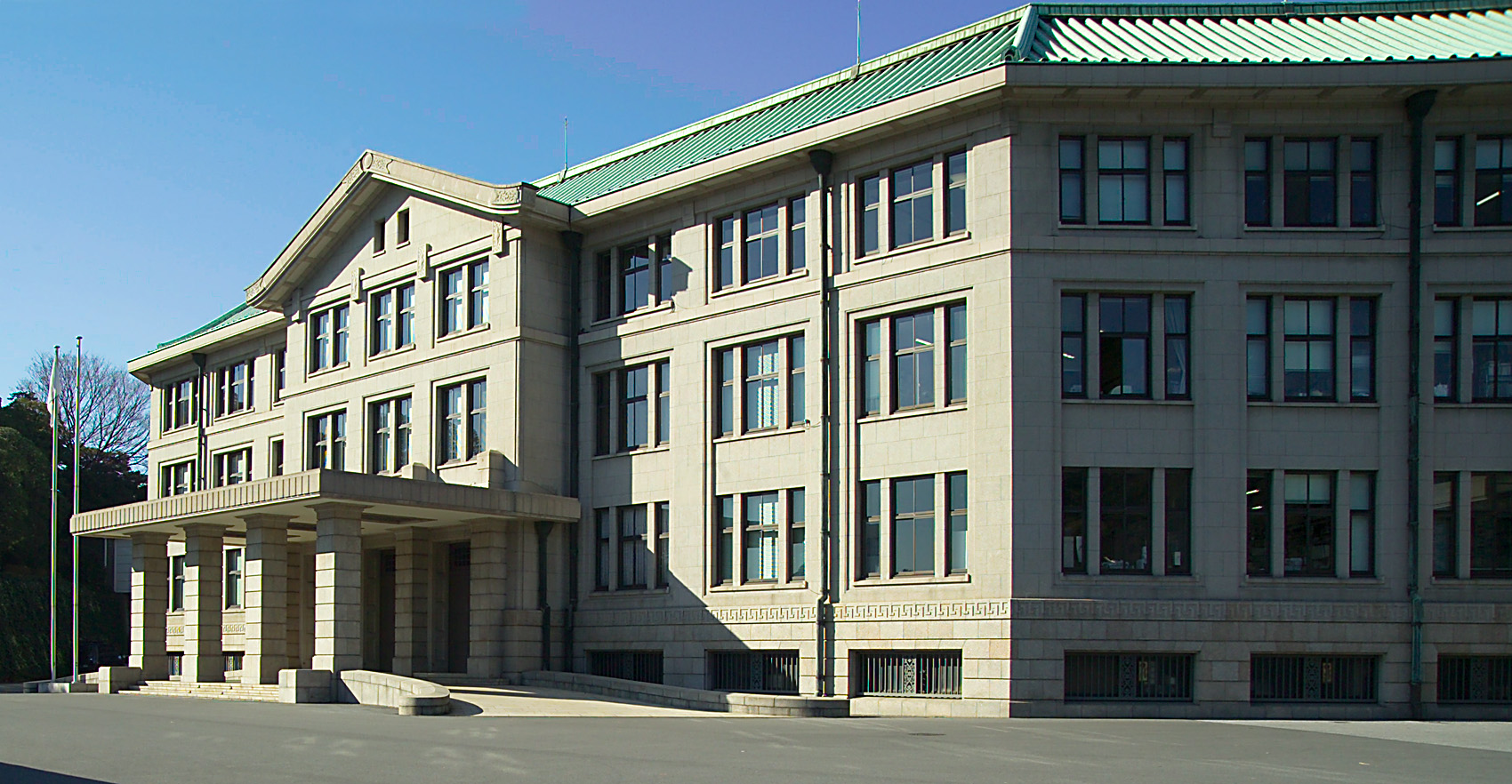
Agence de la famille impériale, Kōkyo Tokyo

Tous les biens, les affaires, les agendas des activités officielles des membres de la famille impériale sont gérés par une institution particulière, l'Agence de la famille impériale, agence gouvernementale responsable de la maison de l'empereur. Elle est responsable en matière de sécurité, santé, menus et besoins domestiques. C'est elle également qui gère les questions familiales officielles, et qui donne son aval aux princes de former leur propre maison cadette au sein de la famille impériale.

### Budget
L'Agence de la famille impériale dispose d'un budget fixé par la loi et donc établi par le Cabinet et voté chaque année par la Diète. Il est, pour l'année fiscale 2009 (1er avril 2009-31 mars 2010), de 17,6849 milliards de yens (environ 139,5 millions d'euros) dont :
- 6,7049 milliards de yens (environ 52,9 millions d'euros) pour les dépenses de la famille impériale :
  - 324 millions de yens (environ 2,6 millions d'euros) pour les dépenses personnelles du couple impérial et des éventuels membres de la famille impériale vivant encore au palais impérial (les enfants mineurs du couple impérial ou leurs filles jusqu'à leur mariage, il n'y en a plus eu depuis les noces de l'ancienne princesse Sayako en 2005 jusqu'à l'aménagement au palais d'un nouveau couple impérial et de leur fille la princesse Aiko de Toshi en 2019),
  - 280,9 millions de yens (environ 2,2 millions d'euros) pour les indemnités versées individuellement à chaque prince impérial ou princesse impériale consort veuve responsable d'une maison princière indépendante à hauteur de 32 millions de yens plus des suppléments par personne composant leur famille (épouse et enfants mineurs, leurs filles jusqu'à leur mariage). Les dots versées pour les princesses à leur mariage (et donc leur sortie de la famille impériale) sont incluses dans ce champ budgétaire,
  - 6,1 milliards de yens (environ 48,1 millions d'euros) pour les dépenses de palais et couvrant ainsi les obligations officielles (cérémonies, banquets d'État, réceptions, déplacements intérieurs et à l'étranger), gestion et entretien des palais, résidences et autres propriétés impériales. C'est la seule partie des dépenses de la famille impériale à être comptabilisée comme des fonds publics.
- 10,98 milliards de yens (environ 86,6 millions d'euros) pour les dépenses fonctionnelles de l'Agence impériale (salaires du personnel, organisation administrative, couts opérationnels).

### Activités
Outre l'empereur du Japon, qui a des activités et des prérogatives définies par la Constitution japonaise, tous les membres de la famille impériale ont des obligations. Tous sont appelés à représenter leur pays à l'étranger, avec une importance décroissante en fonction de leur degré de parenté avec l'empereur. Ils ont également une fonction de représentation, voire de participation, dans les cérémonies officielles ou traditionnelles. Les plus importantes d'entre elles, au cours desquelles tout ou partie de la famille impériale fait des apparitions au balcon du palais impérial pour saluer la foule, sont le Tennō Tanjōbi ou Anniversaire de l'empereur, fête nationale au Japon, et le Ganjitsu ou Nouvel An japonais.
Tous sont également présidents ou présidents honoraires d'associations d'ordre caritatives, sportives, sociales ou artistiques. L'impératrice (puis impératrice émérite ou douairière) est, du décès de sa prédécesseur à sa propre mort, présidente d'honneur de la Croix-Rouge japonaise, et toutes les princesses impériales en sont vice-présidentes d'honneur (à l'instar de quelques princes impériaux).
Enfin, les membres de la famille impériale sont connus pour avoir pratiquement tous des passions dans des domaines, souvent scientifiques ou littéraires, bien déterminés, et plusieurs d'entre eux sont même des chercheurs ou des auteurs reconnus dans leurs spécialités. Ainsi, l'empereur Akihito est un passionné d'ichtyologie et un spécialiste des gobiidae, tandis que l'impératrice Michiko a écrit plusieurs recueils de poésie, notamment de wakas, poèmes traditionnels de cour, ainsi qu'un livre pour enfant. De plus, les nouvelles générations ont également suivis des formations universitaires dont ils sont sortis diplômés, et sont donc professionnellement impliqués dans leurs passions respectives. L'empereur Naruhito est ainsi diplômé en histoire et actif sur les débats internationaux au sujet de la gestion de l'eau, son épouse l'impératrice Masako était diplomate, tous deux parlent plusieurs langues. Le prince d'Akishino est docteur en ornithologie et toujours très actif dans l'étude des plantes et des fleurs, et son épouse la princesse d'Akishino est une psychologue spécialisée dans le rapport avec les personnes sourdes et malentendantes et une interprète en langue des signes japonaise. Le prince Masahito de Hitachi, oncle de l'empereur actuel, est quant-à-lui un cancérologue amateur qui a publié plusieurs articles sur le sujet dans des magazines spécialisés. Le prince Takahito de Mikasa était un archéologue et un philologue spécialisé dans l'étude des civilisations du Moyen-Orient.

### Biens et résidences

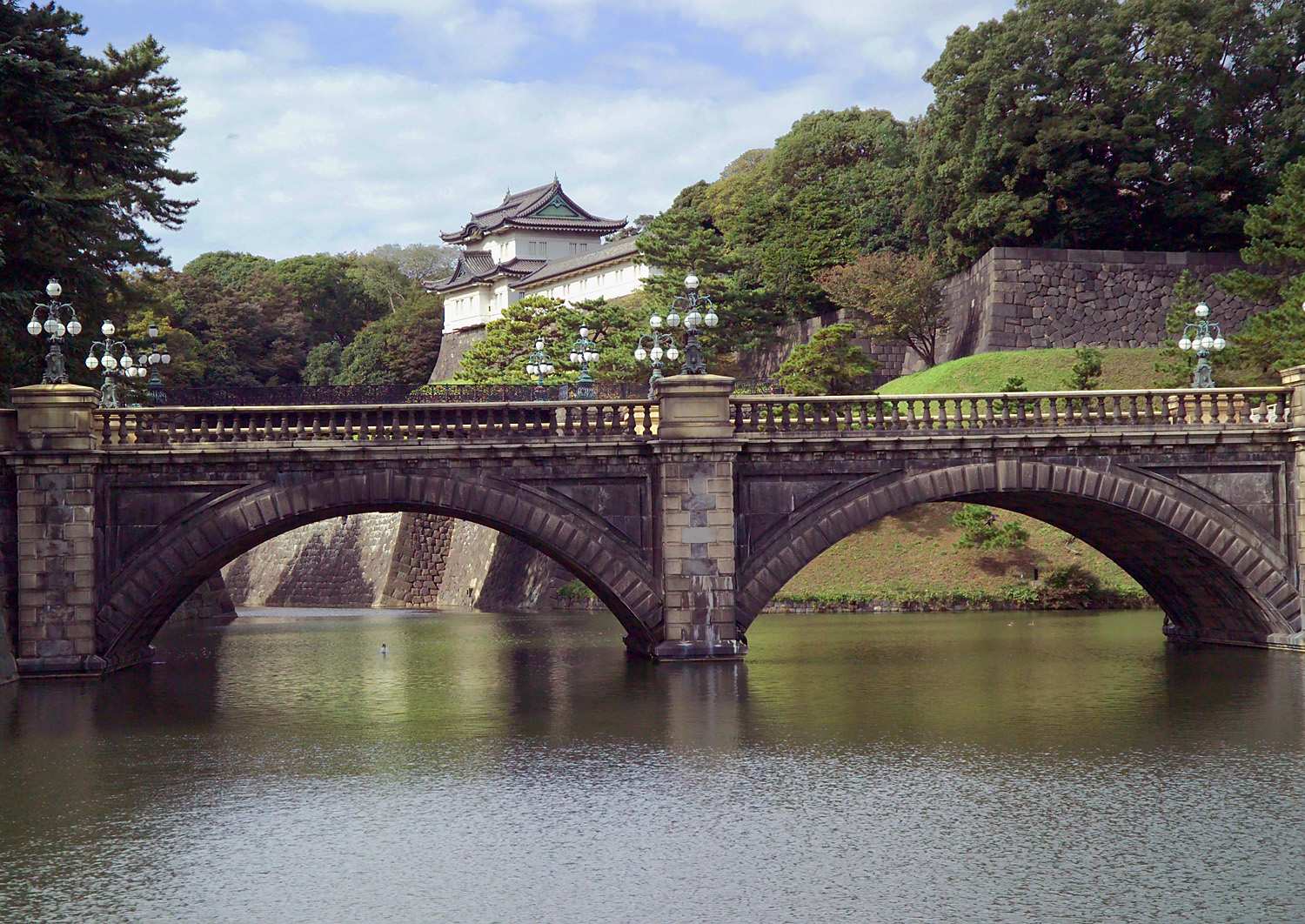
Palais impérial

Selon la Constitution japonaise, et plus particulièrement son article 88 du Chapitre VII (qui concerne les finances): « Tous les biens de la famille impériale sont la propriété de l'État. Toutes les dépenses de la famille impériale sont approuvées par la Diète, qui vote les crédits correspondants dans le cadre du budget. ». De plus, la gestion des biens de la famille impériale est entièrement régie par la Loi de l'Économie de la famille impériale de 1947. Les biens ainsi alloués par l'État à la famille impériale sont ensuite gérés par l'Agence impériale.
De plus, cette agence gère plusieurs résidences, propriétés de l'État et qui servent de résidences officielles, secondaires ou privées à la famille impériale. Chaque prince de la famille impériale, une fois arrivé à l'âge adulte et qu'il a obtenu le droit de fonder sa propre maison, quitte alors la résidence officielle de ses parents, l'Agence impériale mettant à sa disposition l'un des palais de la capitale japonaise, généralement dans le domaine d'Akasaka, dans l'arrondissement de Minato à Tokyo.
L'agence impériale gère actuellement 6 résidences officielles (dont 5 qui servent de résidences régulières aux membres de la famille impériale, tandis que l'une d'entre elles, le Domaine d'Akasaka, comprend les résidences du prince d'Akishino, du prince Mikasa, de la princesse Tomohito de Mikasa et de la princesse Takamado ainsi que de leurs familles, ainsi que la future demeure du couple impérial émérite), 4 propriétés impériales qui n'ont pas de fonctions résidentielles et 6 demeures privées utilisées comme résidences de villégiatures par les membres de la famille impériale.

#### Résidences officielles
| Résidence                                      | Localisation   | Notes |
| ---------------------------------------------- | -------------- | --- |
| Couple impérial                                |                | |
| Kōkyo                                          | Tokyo          | La résidence officielle et effective des empereurs japonais depuis l'ère Meiji. Ce complexe comprend plusieurs palais, outre la Résidence impériale elle-même, dont notamment le palais Fukiage qui servaient de demeure à l'ancienne impératrice douairière Kōjun, mais aussi les Trois Sanctuaires du Palais qui honorent respectivement Amaterasu (la déesse shinto du soleil dont descendrait, selon la tradition, la famille impériale), les esprits des membres de la famille impériale décédés et enfin les Amatsukami (divinités célestes) du Takamagahara et les Kunitsukami (divinités terrestres). Le parc du palais impérial abrite également la Ferme impériale Momijiyama, l'une des 4 propriétés impériales, qui consistent en une ferme séricicole qui dépend entièrement de l'impératrice. C'est enfin là que se trouve le siège de l'Agence impériale. Certaines parties du Jardin Est et du Jardin Kitanomaru sont ouverts au public, tandis que deux fois l'an, pour l'anniversaire de l'empereur et pour le nouvel an, le public est autorisé à se rendre jusqu'à la résidence particulière de l'empereur d'où ce dernier et sa famille saluent la foule depuis un balcon. |
| Couple impérial émérite                        |                | |
| Palais impérial Sentō, Domaine d'Akasaka       | Minato, Tokyo  | Résidence officielle associé au plus large Domaine d'Akasaka, et donc voisin des résidences de la plupart des autres membres de la famille impériale. Il s'agissait à l'origine, sous le nom de palais Ōmiya, de la résidence de l'ancienne impératrice douairière Teimei jusqu'à sa mort en 1951. Elle fut alors adoptée comme résidence, sous le nom de Palais du Tōgū ou Palais de la Maison de l'Est, par le prince héritier Akihito, avant qu'il ne devienne empereur. C'est là que le futur couple impérial a élevé ses enfants et a vécu jusqu'à son accession au trône en 1989. À cette date, le Palais du Tōgū est devenu la résidence officielle du nouveau prince héritier, Naruhito, et de sa famille, jusqu'à son propre avènement impérial en 2019. Dès lors, après une période de réaménagement, il doit redevenir la demeure du désormais empereur émérite Akihito et de son épouse, sous le nom de Palais impérial Sentō ou Palais impérial de l'ermitage. |
| Prince Fumihito et princesse Kiko d'Akishino   |                | |
| Palais détaché d'Aoyama, Domaine d'Akasaka     | Minato, Tokyo  | Résidence officielle située dans le Domaine d'Akasaka, ancienne résidence du prince Yasuhito Chichibu et de son épouse Setsuko Matsudaira jusqu'à la mort de cette dernière en 1995. À cette date, le palais fut réaménagé pour devenir en 1997 la nouvelle résidence du prince Akishino et de sa famille. |
| Prince Masahito et princesse Hanako de Hitachi |                | |
| Résidence Higashi                              | Shibuya, Tokyo | Utilisée par le fils cadet de l'empereur Shōwa et son épouse depuis décembre 1976. |
| Princesse Nobuko de Mikasa                     |                | |
| Domaine d'Akasaka                              | Minato, Tokyo  | Résidence officielle du prince Tomohito de Mikasa et de sa famille depuis décembre 1982, puis seulement de son épouse depuis son décès le 6 juin 2012. |
| Prince Katsura                                 |                | |
| Résidence Sanbancho                            | Chiyoda, Tokyo | Il s'agit d'une résidence officielle temporaire pour ce prince, utilisée à partir de janvier 1988 et jusqu'à sa mort en juin 2014. |
| Princesse Takamado                             |                | |
| Domaine d'Akasaka                              | Minato, Tokyo  | Résidence officielle du prince Norihito de Takamado et de sa famille, puis de sa veuve et de ses enfants, depuis décembre 1986 |